# التوغلات الإسرائيلية في الضفة الغربية خلال الحرب الفلسطينية الإسرائيلية
أثناء الحرب الفلسطينية الإسرائيلية التي بدأت في 2023، نفذت القوات الإسرائيلية عدة عمليات توغل برية، مصحوبة أحيانًا بغارات جوية، ضد العديد من المدن الفلسطينية ومخيمات اللاجئين في الضفة الغربية، بما في ذلك جنين وطولكرم. وأدت التوغلات الإسرائيلية إلى اشتباكات مع المسلحين الفلسطينيين. وقتلت إسرائيل أكثر من 811 فلسطيني منذ بدء الصراع، من بينهم 168 طفلًا. وقد سجلت الأمم المتحدة أكثر من 800 هجوم للمستوطنين الإسرائيليين على الفلسطينيين في الفترة ما بين أكتوبر 2023 ومايو 2024. واعتقلت إسرائيل أكثر من 7,210 فلسطينيًا منذ 7 أكتوبر 2023. في 15 ديسمبر أفادت منظمة أطباء بلا حدود أن عام 2023 كان العام الأكثر دموية بالنسبة للفلسطينيين في الضفة الغربية في التاريخ المسجل.

## خلفية
تصاعدت التوترات والعنف بين القوات العسكرية الإسرائيلية والمستوطنين في الضفة الغربية قبل فترة طويلة من بدء حرب عام 2023. وفقًا للأمم المتحدة، كان عام 2022 الأكثر دموية على الإطلاق بالنسبة للفلسطينيين، ويمثل العام المنتهي في سبتمبر 2023 بالفعل العام الأكثر دموية في التاريخ بالنسبة للأطفال في الضفة الغربية.

## خط زمني

### أكتوبر
- في التاسع عشر من أكتوبر، صدر تقرير عن مؤسسة "بتسيلم - المركز الإسرائيلي للدفاع عن حقوق الإنسان"، [44] يشير إلى قيام مستوطنين بعمليات تهويد واسعة النطاق في مناطق الضغة الغربية وتحديدًا في المنطقة المعروفة بمناطق (ج)، تحت غطاء الحرب على قطاع غزة والتعتيم الإعلامي عليها، وأشار التقرير إلى ارتفاع ملحوظ في نسبة اعتداءات المستوطنين والتي كانت تحظى بحماية جنود وشرطة الاحتلال، واشتراكهم في تلك الاعتداءات في بعض الأحيان. ونتيجة لذلك تعرض العديد من التجمعات الفلسطينية للتهجير الكامل حيث اضطرت 87 أسرة تتكون من 472 فردًا بما فيهم 136 طفلًا دون سن الثامنة عشرة إلى مغادرة منازلهم. كما تعرضت ستة تجمعات أخرى للتهجير الجزئي وأجبرت 11 أسرة تضم 80 شخصًا بينهم 37 طفلًا على النزوح من مساكنهم. وبهذا يصل إجمالي الأسر المهجرة إلى 98 أسرة يبلغ تعداد أفرادها 552 شخصًا بينهم 173 طفلًا.
- يوم 29 أكتوبر حاول مئات من اليهود المتطرفين طرد طلاب جامعيين من العرب الفلسطينيين، من سكن الطلاب في كلية "نتانيا". حيث تجمّع المئات وهم يهتفون هتافات عنصرية، مثل "الموت للعرب"، وتهديدات بالقتل، وفي الوقت نفسه، حاولوا اقتحام السكن الطلابي والاعتداء جسديًا على الطلاب العرب الذين يدرسون في الكلية.[45]

### نوفمبر
خلال شهر نوفمبر رصدت دائرة شؤون المفاوضات في منظمة التحرير الفلسطينية نحو 1345 عملية اقتحام للضفة الغربية من جانب الاحتلال الإسرائيلي، أي بمعدل 45 عملية اقتحام في اليوم الواحد، وقد تركزت هذه العمليات في كل من جنين، ونابلس، وطولكرم، ولم تسلم المناطق الأُخرى منها.

## حسب المكان

### جنين

#### أكتوبر
- في 8 أكتوبر استهدفت رصاصات المستوطنين مزارعي قرية جلبون شرقي مدينة جنين.[47]
- في 12 أكتوبر 2023، شنت إسرائيل غارة على مدينة جنين بالضفة الغربية،[48][49] وعاودت الاقتحام في 14 أكتوبر 2023 مما أدى إلى مقتل عدة أشخاص.[50][51][52]
- في 15 أكتوبر، شنت قوات الاحتلال حملة اقتحام واعتداء على عدة قرى تتبع محافظة جنين، وهي فقوعة وجلبون وزبوبا ورمانة ويعبد. ونتج عن هذا الاقتحام اندلاع مواجهات عنيفة بين السكان الفلسطينيين وقوات الاحتلال أسفرت عن وقوع إصابات عديدة في صفوف الفلسطينيين.[53]
- في 22 أكتوبر 2023، استهدفت غارة جوية شنتها قوات الاحتلال على مسجد الأنصار، مما تسبب في أضرار جسيمة.[54][55] وقُتل شخصان وأصيب ثلاثة آخرون.[38][54][56] ووصف وزير الخارجية الفلسطيني رياض المالكي الهجوم بأنه "تصعيد خطير في استخدام الطائرات الحربية".[57]
- في 25 أكتوبر أقدمت قوات الاحتلال الإسرائيلي على تنفيذ هجوم على أجزاء مختلفة من مخيم جنين، حيث استهدفت طائرة حربية مجموعة من أبناء المخيم كانوا بالقرب من مقبرة الشهداء بصاروخين،  مما أسفر عن استشهاد ثلاثة شبان عزل وجرح ثلاثة وعشرين آخرين من سكان المخيم.[58]
- في 30 أكتوبر شن جيش الاحتلال هجوم غاشم على مخيم جنين،[59] بما يزيد عن 100 آلية عسكرية وجرافتان عسكريتان. وحاصرت الآليات العسكرية مستشفى ابن سينا في مدينة جنين، وذلك تحت غطاء كثيف من طائرات الاستطلاع. وبعد ذلك هدمت الجرافات الجزء الأمامي من الجدار الخارجي للمستشفى، واقتحمت باحة المستشفى الخارجية. وخلال هذا الاقتحام عملت القوات العسكرية على تخريب شوارع المدينة المختلفة بالإضافة إلى بنيتها التحتية، وخاصة تلك الطرق المتاخمة للمخيم. وهدمت "مستديرة الشهداء" ونحت النصب التذكاري "الحصان" المؤلف من بقايا معركة المخيم خلال انتفاضة الأقصى الثانية، مما أسفر عن سقوط أربعة شبان شهداء من أبناء المخيم وجرح العشرات نتيجة لذلك الاعتداء.[60]

#### نوفمبر
- 1 نوفمبر: شنّ الاحتلال عدوانًا على مدينة جنين ومخيمها، حيث قصف بالطائرات المسيرة، ودمّر البنية التحتية، وقطع التيار الكهربائي عن المخيم وأجزاء من المدينة، وشوّش الاتصالات والإنترنت. استشهد نتيجة ذلك ثلاثة شبان، وأصيب آخرون من أهالي المخيم.[61][62]
- 3 نوفمبر: قصف الطيران الإسرائيلي ساحة مخيم جنين، مما أدى إلى استشهاد شابين فلسطينيين وإصابة أربعة آخرين.[63][64]
- 6 نوفمبر: منع الاحتلال الأهالي من قطف الزيتون على مدار يومين في قرية رمانة غرب جنين.[65]
- 9 نوفمبر: اقتحمت القوات الإسرائيلية، التي قُدّرت بنحو 70 آلية ومركبة عسكرية، مدينة جنين من محاور متعددة، [66] مدعومة بطائرة مروحية وطائرة استطلاع. وانتشر القناصة على أسطح المنازل، ودخلت وحدات من المستعربين المنطقة، وداهم الجيش عددًا من المنازل، ودمّرت الجرافات عددًا من الشوارع. أسفر ذلك عن استشهاد 11 فلسطينيًا، واستمر الاجتياح أكثر من 20 ساعة، نتج عنه احتجاز 3500 طالب من المدارس و500 طفل من رياض الأطفال في مخيم جنين.[67]
- 13 نوفمبر: دمرت قوات الاحتلال خلايا الطاقة الشمسية واستولت على الخيام والبركسات.[68] كما سرق جنود من الاحتلال مبالغ مالية وهواتف خليوية خلال مداهمة عدد من المنازل وتفتيشها في قرية طورة جنوب غربي جنين، حيث استولوا من أحد البيوت على مبلغ 30 ألف شيكل. بالإضافة إلى ذلك، أطلقوا الرصاص على الأهالي خلال قطفهم الزيتون في قرية زبوبا غرب جنين، واستمرت القوات بمنع المواطنين من قطف الزيتون من أراضيهم القريبة من جدار الفصل العنصري.[69]
- 16 نوفمبر: اقتحمت القوات بلدة يعبد جنوب غربي جنين وداهمت بعض المنازل، وهدمت للمرة الثانية على التوالي صرح الشهيد أبو جندل عند مدخل القرية.[70]
- 17 نوفمبر: حاصرت القوات مستشفى ابن سينا في مدينة جنين، واستجوبت عددًا من المسعفين، وفتشتهم وفتشت مركبات الإسعاف، وأمرتهم بإخلاء المستشفى.[71]
- 24 نوفمبر: اقتحمت القوات الإسرائيلية قرية رمانة غرب جنين ودمرت منزل عائلة الشهيد كامل أبو بكر الذي تحتجز جثمانه.[72]
- 25 نوفمبر: أصيب 5 فلسطينيين بالرصاص الحي خلال اقتحام جيش الاحتلال الإسرائيلي مدينة جنين، وحصار مستشفى الشهيد خليل سليمان الحكومي ومستشفى ابن سينا.[73] وحلقت طائرات الاستطلاع في سماء المدينة، ودمرت الجرافات شوارع في أحيائها وفي أطراف المخيم، ما أدى إلى استشهاد 5 أشخاص وإصابة 14 آخرين واعتقال 11، بينهم جريحان تم اعتقالهما من داخل مركبة الإسعاف.[74]

##### مقتل أطفال على يد جنود إسرائيليين
في 29 نوفمبر، أظهرت لقطات كاميرات المراقبة قوات الاحتلال الإسرائيلية وهي تطلق النار على باسل أبو الوفا (14 عامًا)، بعدة رصاصات، مما أدى إلى إصابته بجروح مميتة، بينما قُتل آدم الغول (8 أعوام) برصاصة في الرأس.

#### ديسمبر
في 5 ديسمبر أدت المواجهات إلى إصابة خمسة فلسطينيين. وفي اليوم التالي أدت مواجهة عنيفة مع جيش الاحتلال الإسرائيلي إلى مقتل متظاهر مراهق وإصابة اثنين آخرين. وفي 12 ديسمبر قُتل خمسة فلسطينيين في حين قُتل فلسطيني آخر في وقت لاحق من ذلك اليوم. وفي 13 ديسمبر قُتل متظاهر فلسطيني وأصيب اثنان آخران وطفل بنيران إسرائيلية. وفي 14 ديسمبر قُتل أكثر من عشرة فلسطينيين. وقالت منظمة أطباء بلا حدود أن شاب يبلغ من العمر 17 عامًا قُتل برصاص قوات جيش الاحتلال الإسرائيلي داخل مجمع مستشفى خليل سليمان بالقرب من مخيم جنين للاجئين. فيما أطلقت جندية إسرائيلية النار على رجل فلسطيني وقتلته في 22 ديسمبر عندما حاول تحريك سيارته. وأدت المداهمات التي جرت يوم 24 ديسمبر في جنين ومناطق أخرى متعددة في الضفة الغربية إلى اعتقال أكثر من عشرة أشخاص. وتمت مداهمة ما لا يقل عن عشرة منازل في 25 ديسمبر.

#### يناير
أفادت التقارير عن وقوع اثنتي عشرة غارة في يوم 2 يناير، بما في ذلك مداهمة عنيفة في جنين ومواجهات عنيفة في عزون، مما أدى إلى مقتل أربعة فلسطينيين. تم الإبلاغ عن مداهمات في يعبد في 5 يناير، مما أدى إلى إصابة طفل يبلغ من العمر 11 عامًا. ووصف طبيب غارة بطائرة بدون طيار في 7 يناير، قائلًا إن رجلًا "قُطعت رأسه، وأن الصاروخ أصابه مباشرة، وتقطعت أطراف آخرين". أغلقت قوات الاحتلال جميع مداخل جنين في 9 يناير. وقال رئيس لجنة جنين رفيعة المستوى إن إسرائيل دمرت الشوارع وأعمدة الكهرباء وخطوط المياه والنصب التذكاري لشيرين أبو عقلة. وذكرت الجمعية الخيرية البريطانية "العمل حول أطفال بيت لحم ذوي الإعاقة" أن القوات الإسرائيلية دمرتها.
في 13 يناير حاصر الجنود الإسرائيليون مستشفى الأمل وقاموا بتفتيش سيارات الإسعاف،  وقُتل شاب خلال مداهمة وتم اعتقال شقيقه في 25 يناير. ودمر الجيش الإسرائيلي دوارات في 28 يناير. وتعرض ثلاثة شبان للضرب المبرح على أيدي جيش الاحتلال الإسرائيلي أثناء غارة على يعبد في 29 يناير. وفي 30 يناير اغتيل ثلاثة شبان فلسطينيين آخرين، ادعى الجيش الإسرائيلي أنهم من المسلحين، في مستشفى جنين على يد قوات كوماندوز إسرائيلية متنكرة في الزي الطبي. وبحسب ما ورد قُتل الرجال في أسرتهم أثناء نومهم. وقد أشارت بعض التحليلات القانونية إلى أن هذه الأفعال قد تشكل جريمة حرب.

#### فبراير
تم إدخال شابين في أواخر العشرينيات من العمر إلى المستشفى عقب تعرضهما للاعتداء لساعات عديدة على يد جنود إسرائيليين وتركهم في إحدى بساتين الزيتون. وقد أسفرت غارة في 13 فبراير عن تدمير البنى التحتية، وشبكات المياه والصرف الصحي والإنترنت. كما قُتل شاب فلسطيني على يد قوات الاحتلال الإسرائيلي في نفس اليوم وذلك بعدما رفضوا السماح للأطقم الطبية للوصول إليه. وحدثت اشتباكات في بلدة قباطية بعدما قامت القوات الإسرائيلية بتدمير الممتلكات الخاصة للمواطنين العرب وتخريب مركباتهم. وأفادت إذاعه الجيش الإسرائيلي بمقتل ثلاثة فلسطينيين في غارة جوية نفذت في 20 فبراير. وقُتل شاب يبلغ من العمر 25 عامًا في 21 فبراير. وأدت غارة جوية نفذتها قوات الاحتلال في 22 فبراير إلى مقتل شخص وإصابة خمسة عشر آخرين، توفي منهم اثنان متأثرين بجراحهما في الأيام التالية. وفرضت قوات الاحتلال الإسرائيلي طوق عسكري وإغلاق كامل على قرية جلبون وشرعت في هدم مباني وأكواخ الفلسطينيين.

#### مارس
توفي شاب يبلغ من العمر 18 عامًا جراء إصابته في الرأس في الخامس من مارس،  وقتل شخصان آخران أثناء هجوم شنته قوات الاحتلال في الثاني عشر من نفس الشهر. وقد استهدفت القوات الإسرائيلية مستشفى جنين الحكومي، متسببة بإصابة عدد من المدنيين الذين كانوا ينتظرون خارج قسم الطوارئ ومقتل شخصين. وفي 21 مارس قتلت غارة جوية إسرائيلية ثلاثة أفراد، وهذه هي الغارة الثانية التي تشنها قوات الاحتلال خلال فترة وجيزة. وأعلن أطباء المستشفى عن إصابة أربعة أشخاص بعد غارة نفذتها طائرة بدون طيار تابعة لقوات الاحتلال في السابع والعشرين من نفس الشهر. وأفادت قناة الجزيرة الناطقة بالإنجليزية بأن "إسرائيل تستخدم طائرات بلا طيار بشكل متكرر لقتل فلسطينيين". ونُقل عن مصادر رسمية أن شابًا يبلغ من العمر 19 عامًا توفي متأثرًا بجروحه الخطيرة الناجمة عن طلقات نارية. وبحسب الوكالة الفلسطينية للأنباء قُتل طفل يبلغ من العمر 13 عامًا برصاص قوات الاحتلال في بلدة قباطية.

#### مايو
صرحت السلطات بمقتل سبعة أشخاص في 21 مايو 2024، من بينهم مُدرّس وطبيب ومراهقان. ونشرت جمعية الهلال الأحمر الفلسطيني مقطع فيديو يُظهر، بحسب ما ورد، جنودًا إسرائيليين يمنعون المسعفين من نقل أحد الجرحى. وصرحت منظمة الحركة الدولية للدفاع عن الأطفال أن قناصة إسرائيليين قتلوا صبيين يبلغان من العمر 15 عامًا، ودعت الولايات المتحدة إلى التوقف عن تقديم الأسلحة التي تُستخدم في قتل الأطفال. وأظهرت لقطات موثقة من المداهمة قوات إسرائيلية تُسيء معاملة رجال فلسطينيين عُرّاة.

### طولكرم

#### أكتوبر
في يومَي 19 و20 أكتوبر ارتكب جيش الاحتلال الإسرائيلي مجزرة بشعة بحق المدنيين العزل بمخيم نور شمس الواقع في مدينة طولكرم،  إذ استشهد ثلاثة عشر فلسطينيًا بينهم خمسة أطفال نتيجة القصف والهجمات التي شنها جيش الاحتلال. وهاجم جيش الاحتلال الفلسطينيين بطائرات انتحارية،  وأطلق صواريخ إينرجا على المنازل في المخيم، فخلّفت عملية الاقتحام، التي استمرت 27 ساعة، دمارًا كبيرًا طال البنية التحتية في المخيم. وفي السابعة صباحًا من يوم 20 أكتوبر أنهت القوات الإسرائيلية غارتها التي استمرت 30 ساعة، وانسحبت من المدينة ومخيميها. وأكدت وزارة الصحة الفلسطينية سقوط 13 شهيدا، بينهم 5 أطفال، وتم نقل المتوفين والمصابين إلى مستشفى الشهيد د. ثابت ثابت الحكومي.

#### نوفمبر
في 6 نوفمبر اغتالت القوات الخاصة الإسرائيلية أربعة شبان فلسطينيين في مدينة طولكرم بدم بارد، بعد أن تسللت بمركبة تحمل لوحات أرقام فلسطينية، واعترضت مركبتهم وأطلقت النار عليهم عن قرب. وفي 10 نوفمبر أغلقت جرافات الاحتلال طريق شوفة كفر اللبد الترابي جنوب شرقي طولكرم بالسواتر الترابية،  وفي 12 نوفمبر أغلقت قوات الاحتلال الشارع الغربي لمدينة طولكرم بالسواتر الترابية. وفي 14 نوفمبر اقتحمت قوات الاحتلال مخيم طولكرم للمرة الثانية في الأسبوع نفسه، مما أسفر عن استشهاد 7 فلسطينيين، ومنع سيارات الإسعاف من الوصول إلى المصابين، مما أدى إلى استشهاد البعض منهم. كما خربت الجرافات البنى التحتية في المخيم وبعض الشوارع، وارتفعت حصيلة الشهداء في تلك المحافظة إلى 32 شهيدًا منذ بدء العدوان في 7 أكتوبر. وهدمت القوات النصب التذكارية للشهيدين حمزة خريوش وسامر الشافعي، واستهدفت الأطباء والصحافيين.
في 22 نوفمبر قصفت مسيرة إسرائيلية منزلًا في حارة البلاونة بمخيم طولكرم بصاروخين، مما أسفر عن استشهاد 6 فلسطينيين.

#### ديسمبر
قُتل خمسة أفراد في 17 ديسمبر عندما منعت قوات الإحتلال سيارات الإسعاف من الوصول إليهم، واعتقلت الطواقم الإسعافية. وداهمت قوات الاحتلال الإسرائيلي بلدة عتيل في 20 ديسمبر. وفي 23 من ديسمبر شهدت مدينة طولكرم دخول الآليات العسكرية الثقيلة وتابعة للاحتلال الإسرائيلي، والتي أسفرت عن اندلاع مواجهات واشتباكات بين المواطنين الفلسطينيين وجنود الاحتلال.
وفي 25 ديسمبر داهمت أكثر من 100 مركبة تابعة للجيش الإسرائيلي منطقة نور شمس،  وشنت قوات الإحتلال غارة جوية بطائرة بدون طيار في 27 ديسمبر في ساعات الليل المتأخرة، تسببت في مجزرة شنيعة، حيث تناثرت أشلاء الجثث المتفحمة للرجال في مختلف أرجاء المكان حسب رواية أحد المسعفين الذين هرعوا لتقديم المساعدة وإنقاذ الناجين.

#### يناير
تعرض خمسة أفراد لإصابات أثناء عملية عسكرية نفذت في الثالث من شهر يناير عام 2024، وشملت هذه الإصابات فردًا واحدًا أصيب بطلق ناري حي، وثلاثة آخرين تعرضوا لاعتداء جسدي من قبل جنود إسرائيليين، بالإضافة إلى شخص آخر دهسته عربة عسكرية إسرائيلية. انتهت مداهمة نور شمس التي استمرت لمدة أربعين ساعة في الرابع من شهر يناير، وأسفرت عن إصابات تزيد عن اثني عشر فردًا نتيجة لتعرضهم للاعتداء الجسدي من قبل الجنود. وقد بلغ عدد الأشخاص الذين خضعوا للاستجواب قرابة الخمسمائة شخص.
وأدان رئيس لجنة خدمات مخيم طولكرم مقتل ثلاثة شباب فلسطينيين بعدما أظهرت مقاطع فيديو متداولة عبر مواقع التواصل الاجتماعي جنودا يدهسون جثة أحد الشباب بعد إصابته بالرصاص مما أودى بحياته. ونفذت قوات جيش الاحتلال الإسرائيلي عملية عسكرية أخرى في منطقة نور شمس في الثاني عشر من شهر يناير، متسببة بإلحاق الأضرار بالبنى التحتية والمرافق العامة داخل المخيم، حيث أفاد رئيس قسم الطوارئ بأن الدمار شمل جميع أرجاء المخيم ولم يسلم منه شارع أو زقاق. وفي الثالث عشر من نفس الشهر، توفي مراهق فلسطيني متأثرًا بالاعتداء الجسدي الذي تعرض له على أيدي جنود إسرائيليين.
كما ألقت القوات الإسرائيلية القبض على ثلاثة مسعفين خلال مداهمة تمت في السابع عشر من شهر يناير.
وشهدت الفترة الممتدة من نهاية شهر يناير وحتى بداية شهر فبراير عمليات عسكرية متعددة أسفرت عن مقتل خمسة أشخاص،  واستمرت إحدى هذه العمليات لأكثر من أربعين ساعة، وتخللتها أعمال تدمير للممتلكات الخاصة والعامة واعتقالات واسعة طالت عددًا كبيرا من الرجال. وخلال إحدى هذه العمليات، اندلع اشتباك مسلح بين عناصر جيش الاحتلال الإسرائيلي ومسلحين محليين، ودمرت قوات الإحتلال شبكات الماء والكهرباء في المنطقة.

#### فبراير
في شهر فبراير، أصاب جندي إسرائيلي شابًا فلسطينيًا بطلق ناري في منطقة الصدر أثناء عملية مداهمة للجيش الإسرائيلي في بلدة كفر جمال في 3 فبراير. وفي السابع من الشهر نفسه، قتل رجلان في مخيم نور شمس. وبحسب تصريحات رئيس اللجنة الشعبية لمدينة نور شمس، فإن جيش الاحتلال الإسرائيلي نفذ 17 عملية اقتحام للمخيم منذ تاريخ السابع من أكتوبر الماضي، وأسفر عنها مقتل 23 شابًا وتدمير 35 منزلًا وتهجير حوالي 800 مواطن، بالإضافة إلى إلحاق أضرار بالطرق والشبكات الكهربائية والصحية في المدينة. وقد لقي شابان فلسطينيان مصرعهما في 18 فبراير.
وقالت وزارة الخارجية الفلسطينية بأن الحكومة الإسرائيلية منحت قواتها العسكرية تفويضًا مطلقًا يسمح لهم بإطلاق النار على الفلسطينيين دون وجود أي تهديد حقيقي لحياتهم.

#### مارس
قتلت قوات الاحتلال شابين فلسطينيين خلال إحدى عمليات الاقتحام التي نفذتها في 12 مارس. كما نفذت قوات الاحتلال هجومًا آخرًا في 21 مارس وصفه شهود العيان بأنه الأعنف والأكثر وحشية على الإطلاق، إذ شهد دمارًا كبيرًا وتخريبًا واسعًا. وأعلنت جمعية الهلال الأحمر الفلسطيني عن سقوط أربع ضحايا خلال هذا الهجوم على مخيم نور شمس.

#### أبريل
أفادت مصادر طبية في مخيم نور شمس بإصابة شاب فلسطيني بطلق ناري في الذقن والعنق جراء استهدافه من قبل أحد القناصين الإسرائيليين أثناء تصويره لإحدى غارات جيش الاحتلال الإسرائيلي على المخيم. وأعلن لاحقًا عن وقوع عدد من الضحايا والإصابات في صفوف المواطنين الفلسطينيين بعد تنفيذ جيش الاحتلال الإسرائيلي غارة جديدة على المنطقة في نهاية شهر أبريل، حيث أعلن الهلال الأحمر الفلسطيني عن مقتل 14 شخصًا في تلك الغارة.

#### مايو
أفادت التقارير بمقتل ثلاثة شبان في العشرينات من العمر في غارة ليلية شُنت في 16 مايو.

### رام الله والبيرة
في 12 أكتوبر، قامت مجموعة من الجنود والمستوطنين الإسرائيليين بتجريد مجموعة من الرجال من ملابسهم في رام الله، والتبول عليهم، وإحراقهم بالسجائر، والاعتداء الجنسي على رجل.
قامت مجموعة مشتركة من الجنود والمستوطنين بالاعتداء الوحشي على ثلاثة مواطنين فلسطينيين من تجمع وادي السيك البدوي الواقع شرق مدينة رام الله، حيث استمر ضربهم وتعذيبهم لليوم بأكمله. وشمل هذا الاعتداء إضرام السجائر المشتعلة بأجسادهم، والتنكيل بهم، والتحرش الجنسي. وفقًا لتقرير نشرته صحيفة هآرتس في تاريخ 19 أكتوبر. وكشفت الصحيفة أن الكتيبة العسكرية التي كانت ترافق وتدير أعمال العنف هذه جنبًا إلى جنب مع المستوطنين تدعى كتيبة "كتاب الصحراء"، وهي الكتيبة التي تعمل على تجنيد أفراد من شريحة المستوطنين الشباب ممن يقطنون المناطق الجبلية في الضفة الغربية ضمن صفوف قواتها.
في 20 أكتوبر عمدت سلطات الاحتلال إلى هدم منزل عائلة الشهيد البطل أحمد غيظان في قرية قبيا غربي مدينة رام الله.
في 25 أكتوبر أطلقت قوات الاحتلال المتمركزة في مخيم قلنديا في رام الله أعيرة نارية حية تجاه الشاب أحمد غالب مطير مما أدى لاستشهاده على الفور وإصابة خمسة أشخاص آخرين بجراح خطيرة.
في السابع من نوفمبر، قامت مجموعة من المستعربين باقتحام حي جبل الطويل في مدينة البيرة، واعتقلت الشاب قسام عزيز عابد البالغ من العمر اثنتين وعشرين سنة بعد اقتحام منزله وتفتيشه. وفي اليوم التالي اقتحمت قوات الاحتلال الإسرائيلي جامعة بيرزيت الواقعة شمال مدينة رام الله.
أما في الثالث عشر من نوفمبر، فقد منع الاحتلال أهالي خربة جبعيت الكائنة شرقي بلدة المغير، شرقي رام الله من العودة إليها، وكان قد أجبر في وقت سابق في الثامن من نوفمبر، أهالي الخربة البالغ عددهم ثلاثين فلسطينيًا على مغادرتها، وقد صرح أحد الأهالي بأنه حاول العودة، فتم إطلاق النار عليه وعلى عائلته، فاضطر إلى الرجوع إلى موقع نزوحه قرب قرية المغيّر. وفي ذات اليوم تم اقتحام مستشفى هوغو تشافيز للعيون في بلدة ترمسعيا شمال شرقي رام الله، والقيام بالتحقيق الميداني مع طاقمه الطبي.
في 24 نوفمبر أطلق جيش الاحتلال الإسرائيلي الرصاص أمام سجن عوفر مصيبًا طفلين وشابًا ومصورًا، عقب قمع الاحتلال للفلسطينيين الذين تجمعوا لاستقبال الأسيرات والأسرى الأطفال المحررين في بلدة بيتونيا غربي رام الله.  
أصيب خمسة أشخاص خلال مداهمة في رام الله في 22 ديسمبر. وفي 5 يناير قُتل فتى فلسطيني بالرصاص الإسرائيلي في بني زيد الغربية. واعتقلت القوات الإسرائيلية طبيبين وممرضتين خلال مداهمات في رام الله في 7 و8 يناير،  أفادت التقارير أن القوات الإسرائيلية أطلقت غازًا سامًا أثناء مداهمة بيت ريما في 28 يناير.
في 7 فبراير اقتحمت القوات الإسرائيلية منزل امرأة أمريكية في سلواد، وأخرجتها من سريرها واعتقلتها بسبب منشوراتها على وسائل التواصل الاجتماعي. وأصيب مراهق برصاصة في رأسه على يد القوات الإسرائيلية في 10 فبراير. واعتقلت القوات ستة أطفال في عابود في 20 فبراير،  وكذلك طفلين في العاشرة من العمر في 22 فبراير.
وعُثر على جثة فتى يبلغ من العمر ثلاثة عشر عامًا من مخيم الجلزون ميتًا بالقرب من الجدار العازل، بالقرب من المستوطنة الإسرائيلية بيت إيل،  وقُتل فتى مراهق برصاص القوات الإسرائيلية في 2 مارس في كفر نعمة. قُتل فتى يبلغ من العمر 13 عامًا على يد القوات الإسرائيلية في 3 مارس، بعد أن تُرك وهو ينزف لساعات حسب التقارير. وفي 4 مارس قُتل متظاهر يبلغ من العمر 16 عامًا بالرصاص.

#### مقتل توفيق عجاق
في 19 يناير قتلت قوات الاحتلال الإسرائيلي شاباً أمريكياً يافعاً يبلغ من العمر 17 عامًا في بلدة المزرعة الشرقية. وقد أعرب والد القتيل عن حزنه وأسفه الشديدين لهذه الجريمة النكراء، ووصف الجنود بأنهم مجرد أدوات قتل مميتة، وأنهم يعتمدون على أموال الضرائب التي يدفعها المواطنون الأمريكيون لشراء المعدات والأسلحة اللازمة لإزهاق أرواح الأبرياء والأطفال. ودعا المكتب الأمريكي للشؤون الفلسطينية إلى فتح تحقيق شامل ونزيه للكشف عن تفاصيل وملابسات الحادثة.
أكدت وزارة الخارجية الأمريكية أنها تعمل بجدّ لفهم الحقائق المحيطة بالحادث وأنها طلبت بشكل رسمي من الحكومة الإسرائيلية تقديم المزيد من التفاصيل والمعلومات. وصرح المتحدث باسم مجلس الأمن القومي أن البيت الأبيض "يشعر بقلق بالغ إزاء هذه التقارير".
دعت وزارة الخارجية الأمريكية صراحة إلى ضرورة إجراء "تحقيق عاجل وفوري" بخصوص مقتل الشاب الفلسطيني-الأمريكي. وفي الخامس والعشرين من نفس الشهر عبّرت عضو الكونغرس الأمريكي السيدة رشيدة طليب عن استيائها الشديد جراء هذا الفعل الشنيع وطالبت بإجراء تحقيق فوري وعادل في هذه القضية لضمان وصول العدالة إلى روح الفقيد وضمان سيادة القانون وتحقيق الاستقرار والسلام. وأكد أحد شهود العيان الذين شهدوا لحظة وقوع الجريمة أن إطلاق النار الذي قام به جنود الاحتلال لم يكن مسوغًا وغير مبرر بأي شكل من الأشكال.

### الخليل
في يوم 15 أكتوبر، صعد المستوطنين من وتيرة هجماتهم على قرى ومدن فلسطين،  فتعرضت منطقة "مسافر يطا" الواقعة جنوب مدينة الخليل لاعتداء سافر قام خلاله المستوطنون بتدمير غرف سكنية وتحطيم حظائر المواشي واقتلاع الأشجار وتهديم جدران الدعم وكهوف الطبيعية، وهاجموا أهل قرية بيرقا واعتدوا عليهم وسرقوا هواتفهم النقالة أثناء قطف ثمار الزيتون.
داهمت قوات الاحتلال في 8 نوفمبر كهفًا لجأت إليه عائلة عقب تهجيرها قسرًا على يد المستوطنين في مسافر يطا،  وفي 13 نوفمبر اقتحمت قوات الاحتلال حي الحاووز في مدينة الخليل، وداهمت مقر الجمعية الإسلامية الخيرية لرعاية الأيتام، ونهبت ملفات الجمعية وحواسيبها وأملاكها، وأغلقت أبوابها باللحام. كما أطلق أحد الجنود الرصاص على رأس المواطن عيسى علي عبد المنعم التميمي (65 عامًا) أثناء مروره بالقرب من الجمعية بسيارته الشخصية.
هدمت قوات الاحتلال 6 مباني سكنية، ودمرت حظيرة أغنام، وأتلفت شبكة مياه ومحاصيل زراعية في مسافر يطا في 22 نوفمبر،  وفي 28 نوفمبر هدمت ثلاثة منازل مأهولة في محافظة الخليل، وشردت بفعلها 30 فلسطينيًا من مساكنهم.
في 6 ديسمبر أطلق جنود إسرائيليون النار على رجل معوق عقليًا وأصابوه في الخليل. وقُتل مندوب صيدلي يبلغ من العمر 28 عامًا برصاص جيش الاحتلال الإسرائيلي في بيت عينون بعد أن انعطف في طريق لم يكن يعلم أنه مغلق. وفي 21 ديسمبر داهمت القوات الإسرائيلية مناطق متعددة في جميع أنحاء الأراضي الفلسطينية، بما في ذلك حلحول وصوريف. وفي 27 ديسمبر أفاد الهلال الأحمر الفلسطيني بإصابة ثلاثة أشخاص خلال غارة للجيش الإسرائيلي في الخليل. وأصيب عدة أشخاص في الخليل في 30 ديسمبر بالرصاص المطاطي والغاز المسيل للدموع.
في 30 ديسمبر أعلن محافظ محافظة الخليل أن جيش الاحتلال الإسرائيلي يُغلق مدينة الخليل منذ 7 أكتوبر. وفي 29 ديسمبر هاجمت القوات الإسرائيلية وأطلقت النار على رعاة فلسطينيين في منطقة مسافر يطا. وشنت عدة مداهمات في مخيم العروب في 5 يناير.
في 13 يناير أطلقت القوات الإسرائيلية النار على ثلاثة فتية مراهقين وقتلتهم بالقرب من مستوطنة أدورا في الخليل. وفي وقت لاحق داهمت قوات الاحتلال منزل عائلة الطفلين في الخليل، مستخدمة الغاز المسيل للدموع والقنابل الصوتية والرصاص المطاطي، بينما كانت أسرتهما تقيم العزاء على جريمة القتل.
في 15 يناير قُتل شاب وشابة بالقرب من الخليل بعد غارة إسرائيلية. وفي 19 يناير داهمت القوات منزل عماد أبو شمسية، الناشط في مجال حقوق الإنسان، وطُلب منه التوقف عن "التصوير والتوثيق". وفي 29 يناير قال القائم بأعمال رئيس بلدية الخليل إن القوات الإسرائيلية قتلت شابين وأصابت ثلاثة في دورا. كان الصبي الذي قُتل وهو في طريقه إلى المنزل من المدرسة في 15 فبراير هو الطفل رقم 100 في الضفة الغربية الذي تقتله إسرائيل منذ 7 أكتوبر. أطلقت القوات الإسرائيلية النار على ثلاثة أشقاء صغار بالقرب من الخليل في 29 فبراير أثناء قطف النباتات، مما أدى إلى مقتل أحدهم.
وفي 25 مارس أظهرت لقطات موثقة جنودًا إسرائيليين وهم ينزعون قميص صبي صغير ويصفعونه على وجهه. وقُتل صبي يبلغ من العمر 14 عامًا بالرصاص الإسرائيلي في مايو 2024.

### طوباس وبيت لحم وقلقيلية

#### بيت لحم
في 15 أكتوبر في قرية تقوع الواقعة جنوب شرقي مدينة بيت لحم، أقدم المستوطنون على هدم غرفة زراعية والشروع في فتح طريق استيطانية جديدة وسط برية القرية.
- 10 نوفمبر: اقتحمت قوات الاحتلال مدرسة ذكور تقوع الثانوية جنوب شرق بيت لحم، وأنزلت العلم الفلسطيني عنها، كما قام المستوطنون بكتابة شعارات عنصرية على جدران مدرسة الخنساء الأساسية للذكور في القرية قبل أيام.[228]
- 11 نوفمبر: أطلقت القوات قنابل الغاز المسيل للدموع نحو بيت عزاء الشهيد الطفل محمد علي عزية في مخيم عايدة، مما أصاب بعض الأطفال والنساء بحالات اختناق.[229]
- 16 نوفمبر: هدم جيش الاحتلال منزلين في قرية وادي فوكين غربي بيت لحم، أحدهما قيد الإنشاء، والآخر مأهول، إضافة إلى مصنع للحجر والرخام، بحجة عدم الترخيص.[230]

أفادت تقارير بتنفيذ عمليات اقتحام في بيت لحم في 25 ديسمبر 2024. كما أشارت الأنباء الواردة في 6 يناير إلى قيام قوات جيش الاحتلال الإسرائيلي بشن حملة لقمع حركات المقاومة والاحتجاج داخل المدينة، وقد توارد خبر يفيد بتعرض ثلاثة أفراد للاعتداء الجسدي في بيت لحم. وفي العاشر من يناير، تعرضت إحدى العيادات الصحية القريبة من بيت لحم لعملية دهم وتفتيش. وجرى تداول أخبار تفيد بوقوع حملات تفتيش واقتحام لإحدى المناطق المجاورة لبيت لحم في الثامن عشر من الشهر نفسه، وتعرض أربعة شباب لاعتداءات جسدية من قبل الجنود. وأصدرت وزارة الصحة الفلسطينية بيانًا في 21 فبراير لعام 2024، أعلنت فيه استشهاد مواطن يبلع من العمر خمسة وثلاثين عامًا، قتلته القوات الإسرائيلية وعُثر في جسده عدد كبير من الطلقات النارية بلغ عددها عشرين طلقة، والتي أطلقتها قوات جيش الاحتلال الإسرائيلي عليه.

#### قلقيلية
في 25 أكتوبر أصيب الشاب حمزة صايل طه البالغ من العمر تسعة عشر عامًا إثر إصابته برصاص قوات الاحتلال أثناء عملية دهم واقتحام نفذتها تلك القوات في مدينة قلقيلية.
وفي 25 نوفمبر جرف الاحتلال أكثر من 100 دونم واقتلع نحو 150 شجرة زيتون في قرى إماتين وفرعتا وجيت شرقي قلقيلية.
في 29 ديسمبر أصيب فتى يبلغ من العمر 17 عامًا بطلق ناري في الصدر وتم اعتقاله في حين كانت فرق الإسعاف تسارع لتقديم المساعدة الطبية اللازمة له 
وفي 2 يناير أطلقت النار على مسعفين في قلقيلية أثناء محاولتهم إنقاذ رجل مصاب. وقتلت القوات الإسرائيلية شاب يبلغ من العمر 20 عامًا بطريقة وحشية وبدم بارد بإطلاق الرصاص عليه في الرأس والكتفين والصدر. ولحقت بشاب آخر جريمة قتل بشعة عندما لقي حتفه برصاص قوات الاحتلال في 21 فبراير  وفي 9 مارس صرح رئيس بلدية عزون أن القوات الإسرائيلية قتلت 8 شبان واعتقلت أكثر من مئة آخرين منذ 7 أكتوبر.

#### طوباس
في السابع من نوفمبر، أخطرت سلطات الاحتلال الإسرائيلي بإزالة منشآت سكنية في منطقة المالح، في محاولة للتضييق على السكان وتهجيرهم من أراضيهم، وداهمت تجمعًا سكنيًا في قرية الميتة، وقامت بجمع معلومات عن المواطنين الفلسطينيين هناك، وتصوير بطاقاتهم الشخصية.
في الخامس عشر من شهر ديسمبر، بدأ سلطات الاحتلال الإسرائيلية بالتحقيق في حادثة وقعت بعد نشر منظمة بتسيلم لفيديو يصور جنودًا من جيش الاحتلال الإسرائيلي وهم يطلقون النار على شخصين غير مسلحين من مكان قريب في مخيم الفارعة. وأصيب سبعة أشخاص بجروح في هجوم آخر وقع قرب طوباس.
في 27 فبراير، صرح القائم بأعمال محافظ طوباس بأن غارات إسرائيلية تسببت بأضرار كبيرة لشبكات الطرق والمحركات الكهربائية، مما أدى إلى مقتل ثلاثة شباب بشكل وحشي ودون رحمة خلال قيامهم بحياتهم اليومية المعتادة داخل منازلهم.

### نابلس
- في 6 أكتوبر، قام عشرات المستوطنين بشن هجوم وحشي على بيوت وممتلكات أهالي بلدة حوارة الواقعة جنوب مدينة نابلس، مما تسبب في استشهاد الشاب لبيب الضميدي بعد إصابته بطلق ناري بشكل مباشر من أحد المستوطنين.[247]
- في تاريخ 9 أكتوبر، أقدم المستوطنين على هدم جزء من منزل قائم في بلدة قصرة، التابعة إداريًا لمحافظة نابلس.[248] وكشف السيد فؤاد حسن الناشط المقاوم للاستيطان عن تفاصيل تلك الحادثة، حيث أكد أن أولئك المستوطنين المنحدرين من مستوطنة إيش كودش الجاثمة على أرض البلدة هم من نفذوا عملية الهدم. وأضاف أن هذا الفعل العدواني يعتبر تمهيدًا لتنفيذ سلسلة هجمات قادمة تنوي اقتلاع جذور سكان البلدة وتهجيرهم قسرًا بهدف توسيع حدود المستوطنة المذكورة، مستغلًا بذلك انشغال الرأي العام العالمي بقطاع غزة والأحداث الدائرة هناك.[249]
- في يوم الأربعاء 11 أكتوبر، ارتكب المستوطنين جريمة بشعة بحق أبناء بلدة قصرة الجنوبية الشرقية لمدينة نابلس، إذ قاموا بشن هجوم غادر أسفر عن سقوط ثلاثة شهداء وإصابة ثمانية آخرين بجروح متفاوتة الخطورة،[250] وكان من بين الجرحى فتاة صغيرة تبلغ ستة أعوام بعدما أصابتها رصاصة غادرة في منطقة الصدر العلوية.[251] وقد كشف بيان صادر عن جيش الاحتلال الإسرائيلي أن قواته وصلت إلى مكان الحادث عقب سماعها لإطلاق نار كثيف، ولدى وصولها اكتشفت مجموعة من الأشخاص الملثمين يركبون عربات رباعية الدفع وهم يفرون من قلب المدينة. وقد أظهر مقطع مصور مسرب للحظة خروج هؤلاء المستوطنين المسلحين من بين أزقة البلدة وآثار بطشهم وتخريبهم واضحة للعيان.[250]
- في تاريخ 12 أكتوبر، نفذ المستوطنين اعتداء وحشي جديد طال هذه المرة سيارات الإسعاف التي كانت تشق طريقها لنقل جثامين الشهداء من بلدة قصرة إلى مثواها الأخير، لكن المستوطنين وجهوا نيران أسلحتهم نحو سيارات الإسعاف فأوقعوا شهيدين، هما والد وطفلته،[250] ليرتفع بذلك حصيلة الشهداء الذين طالتهم جرائم مستوطني الهجمية إلى ستة شهداء خلال يومي 11  و12 أكتوبر، ناهيك عن عشرات الجرحى الآخرين الذين أصيبوا برصاص العصابات الاستيطانية. ونقلت صحيفة هآرتس عن مصادر مطلعة، إن المستوطنين علموا بأن سيارات الإسعاف ستنقل الشهداء من مستشفى سلفيت إلى قصرة، فقاموا بتنظيم حملات لمنع سيارات الإسعاف من الوصول، وهي الحملة التي لم يتوان رئيس مجلس مستوطنات "هوشورون - نابلس" يوسي دغان عن المشاركة الفعلية بها.[252]
- في 23 أكتوبر أقدم جنود الاحتلال الإسرائيلي على توجيه نيران أسلحتهم الحية باتجاه طلاب ومعلمي مدرسة برقة الابتدائية الواقعة في قرية برقة شمالي غرب مدينة نابلس، [253] مما أسفر عن إصابة طالب ومدرس بجروح متفاوتة الخطورة. وتزامن ذلك مع تجدد محاولات الاستيطان التي يقوم بها المستوطنون في مستوطنة حومش المشيدة على الأراضي التابعة لقرية بُرقة.
- في 28 أكتوبر أقدم أحد المستوطنين المسلحين على إطلاق النار على المزارع الفلسطيني الشاب بلال صلاح والذي كان يبلغ من العمر أربعين عامًا أثناء قيامه بجني محصول الزيتون في بلدة الساوية الواقعة جنوب مدينة نابلس، مما أودى بحياته. واتضح فيما بعد أن القاتل جنديًا يعمل في صفوف قوات الاحتلال وكان يتمتع بإجازة من خدمته العسكرية آنذاك. ومن الجدير بالذكر أن الجيش نفسه أكد بأن بلال كان يتواجد في إحدى المناطق التي لا تتطلب الحصول على إذن أو تنسيق مسبق مع سلطات الاحتلال أو الجهات الأخرى.[254]

في الثاني من نوفمبر أجبرت القوات الإسرائيلية قاطفي الزيتون في قرية دوما جنوبي محافظة نابلس على مغادرة أراضيهم المحاذية للشارع الاستعماري غربي القرية، وصادرت أدوات القطف والثمار، ومنعت الأهالي من الاقتراب من أراضيهم. وفي 9 نوفمبر داهمت خربة طانا شرقي نابلس، وأجبرت نحو 20 عائلة على المغادرة وهدمت بيوتهم وخيامهم، وجرفت أراضيهم ودمرت عدد من الكهوف. كما اقتحمت القوات الخاصة مخيم بلاطة في المدينة، وأطلقت نيران كثيفة أصابت 11 فلسطينيًا.
وفي 14 نوفمبر اقتحمت القوات الإسرائيلية بلدة عوريف جنوبي نابلس، وداهمت منزل الشهيد مهند شحادة وفجرته.
في 17 نوفمبر قصفت طائرات إسرائيلية مقر حركة "فتح" في مخيم بلاطة، مما أسفر عن استشهاد 5 مواطنين وإصابة 7 آخرين. وفي اليوم التالي 18 نوفمبر اقتحمت المخيم وفجرت منزلًا في منطقة السوق، مما ألحق الدمار به وبمنازل مجاورة، كما دمرت الجرافة طرقًا داخلية وألحقت أضرارًا مادية بأملاك الأهالي.
أفادت التقارير بحدوث انفجارات واشتباكات مسلحة في مخيم بلاطة في 24 ديسمبر. واعتقلت القوات الإسرائيلية 35 شخصًا خلال مداهمات في أنحاء الضفة الغربية في 25 ديسمبر، كما داهمت 200 منزل في برقة يوم عيد الميلاد. وصرح مسؤولون في سبسطية أن المستوطنين الإسرائيليين يهاجمون ويدمرون المواقع الأثرية. وأصيب ما لا يقل عن أربعة عشر شخصًا خلال مداهمة في نابلس في 9 يناير، وفي 10 يناير أصيب خمسة آخرون بجروح في نابلس.
وذكر رئيس اللجنة الخدمية لمخيم بلاطة أن الجنود الإسرائيليين قتلوا خمسة رجال في المخيم بتاريخ 17 يناير 2024، وأشار إلى أن "القوات الإسرائيلية اختطفت جثث أربعة من الرجال بالإضافة إلى بعض أشلاء الشاب يزن النجمي". وفي 4 فبراير أطلقت القوات الإسرائيلية كلبًا عسكريًا على طفل يبلغ من العمر 4 سنوات، فتعرض للعض بشكل متكرر ونزف بغزارة لمدة ثلاث دقائق قبل نقله إلى المستشفى. وفي 6 فبراير قُتل شاب بالرصاص في بيت فوريك بعد أن منعت القوات الإسرائيلية سيارات الإسعاف من الوصول إليه.
في 13 فبراير، هاجم المستوطنون رعاة فلسطينيون، ورشقوهم بالحجارة، وأضرموا النار في مركبة، وحاولوا سرقة قطعانهم. في 18 فبراير، صرح محافظ نابلس أن 48 شخصًا قتلوا على يد الإسرائيليين منذ 7 أكتوبر، وأن الجيش كان يقيم بوابات ونقاط تفتيش، مما حول المدينة فعليًا إلى "سجن كبير". وصرح رئيس مجلس قرية دومابأن بلدتهم أغلقت من قبل   90 يومًا وتحتاج إلى تدخل دولي.
أصيب صبي يبلغ من العمر 17 عامًا برصاصة في ظهره وقُتل أثناء غارة عسكرية في 29 فبراير. وقُتل فتى يبلغ من العمر 11 عامًا بعد إصابته بالذخيرة الحية الإسرائيلية في رأسه في بورين في 4 مارس. وأطلقت قوات الاحتلال الرصاص الحي وقنابل الغاز المسيل للدموع على الفلسطينيين بعدما هاجمهم المستوطنون في منزلهم.

### عبر الضفة الغربية
في 27 أكتوبر هدد مستوطنون في الضفة الغربية المواطنين الفلسطينيين بنكبة جديدة مماثلة لما حدث عام 1948م، وأعلنوا عن عزمهم القيام بعملية ترحيل كبيرة إلى الأردن. وقد تم نشر هذا التهديد عبر منشور توزيعه المستوطنون في بلدة دير استيا الواقعة شمالي غرب محافظة سلفيت. وتضمن المنشور النص الآتي: "لديكم آخر فرصة للهروب إلى الأردن بشكل منتظم، وبعدها سنُجهز على كل عدو، ونطردكم بقوة من أرضنا المقدسة التي كتبها الله لنا".
في 5 نوفمبر أغلقت قوات الاحتلال المدخل الشمالي لمدينة سلفيت بالسواتر الترابية، بعد أن أغلق سابقًا بوضع بوابة حديدية. وفي 8 نوفمبر منعت المزارعين في كفر الديك شمالي سلفيت من قطف الزيتون، وأجبرتهم على مغادرة أراضيهم.

### القدس
في 17 أكتوبر، قامت سلطات الاحتلال بإبلاغ أهالي التجمعات البدوية الكائنة شرق مدينة القدس قرارًا صارمًا يقضي بتحديد حركتهم وتنقلهم ومنعهم من الخروج والتجول خارج منازلهم بدءًا من الساعة الخامسة مساًء بشكل يومي. وجاء هذا الإجراء التعسفي كخطوة خبيثة الهدف منها دفع العائلات الساكنة بتلك التجمعات إلى ترك أراضيها وإجبارها على الهجرة القسرية لصالح مشاريع التهويد والتوسع الاستيطاني.
في الثاني من نوفمبر، قامت قوات الجيش باقتحام مستشفى جمعية المقاصد الخيرية الإسلامية الواقعة في مدينة الطور بالقدس، وقاموا بحصار المستشفى وإغلاق كافة المداخل والمخارج. وفي الثالث من الشهر ذاته، قمعت قوات الاحتلال المصلين في منطقة وادي الجوز بالقدس، وذلك بمنعهم من الوصول إلى المسجد الأقصى وإقامة صلاة الجمعة للمرة الرابعة على التوالي. وقد أدى ذلك إلى خفض عدد المصلين المقدسيين الذين أقاموا الصلاة في المسجد الأقصى إلى حوالي 5500 مصل فقط، بسبب إجراءات القمع والقيود المفروضة. وفي السادس من نوفمبر، اقتحمت قوات الاحتلال مدرسة الرشادية القريبة من باب الساهرة في القدس، واعتقلت أحد الطلاب من المدرسة. وفي السابع نوفمبر، قامت قوات الاحتلال بإغلاق جميع مداخل قرية حزما شمالي شرق القدس، ومنعوا دخول الأفراد والمركبات إلى القرية وخروجهم منها. وفي الثامن من نوفمبر، فجّرت قوات الاحتلال منزل عائلة الأسير الطفل محمد باسل الزلباني الواقع في مخيم شعفاط بالقدس.
وفي العاشر من نوفمبر، فرض الاحتلال قيودًا على وصول المصلين الفلسطينيين إلى المسجد الأقصى في القدس، حيث سمحوا لنحو 4000 مصل فقط بالدخول والصلاة داخل المسجد. وبحسب دائرة الأوقاف في القدس، فإن المواطنين أدوا صلاة الجمعة خارج البلدة القديمة في القدس المحتلة، إلا أن قوات الاحتلال اعتدت عليهم بإطلاق الغازات المسيلة للدموع والعيارات النارية، وقامت بمطاردتهم في شوارع حي وادي الجوز. وفي الخامس عشر من نوفمبر، هدم جيش الاحتلال الإسرائيلي منزل عائلة الشهيد خيري علقم في حي رأس العمود ببلدة سلوان، والتي تقع في الجهة الجنوبية للمسجد الأقصى.
في السادس عشر من نوفمبر، تعرض أهالي حي الأرمن في البلدة القديمة بمدينة القدس المحتلة لاعتداء من قبل الجيش والمستوطنين، وذلك بعد محاولة المستوطنين الاستيلاء على موقف السيارات والمنازل في تلك المنطقة بالقرب من مدخل الكنيسة الأساسية. ولكن تصدى الأهالي لهذه المحاولة. وفي نفس اليوم، اقتحمت قوات الاحتلال جامعة القدس الواقعة في بلدة أبوديس شرقي القدس المحتلة، كما داهمةا مقر مجلس طلبة الجامعة، وكسروا ممتلكات التنظيمات الطلابية، مما أسفر عن إصابة اثنين من الطلاب خلال هذه العملية. وفي العشرين من نوفمبر، قامت جرافات الاحتلال بهدم بناية سكنية قيد الإنشاء تتألف من أربعة طوابق في قرية الزعيم الواقعة شرقي القدس.
في الثاني والعشرين من نوفمبر، أغلقت قوات الاحتلال نقطة التفتيش العسكرية في منطقة جبع، مما تسبب في اختناق مروري شديد نتيجة لمنع الحركة والدخول والخروج من المكان، واضطر المواطنون لسلوك طرق صعبة ومعقدة للوصول إلى أعمالهم. ويعتبر هذا الحاجز إحدى المنافذ المهمة للمقدسيين للخروج من أحياء كفر عقب وقلنديا وسميراميس والمطار وغيرها، نظرًا لأن قوات الاحتلال تغلق باستمرار نقطة تفتيش قلنديا، وهي تعتبر مدخل رئيسي لمحافظتي رام الله والقدس.
وفي الرابع والعشرين من نوفمبر، منعت قوات الاحتلال المصلين من دخول المسجد الأقصى في حي وادي الجوز بالقدس، وذلك للأسبوع السابع على التوالي، واعتدت عليهم بإلقاء القنابل الصوتية والغاز المسيل للدموع والرصاص المطاطي باتجاههم. وفي نفس اليوم، داهمت قوات الاحتلال منازل ثلاث أسيرات ممن تم الإفراج عنهن ضمن صفقة تبادل الأسرى وهددت عائلاتهم بعدم الاحتفال بالإفراج عنهن أو إظهار أي مظهر من مظاهر الفرح.
في 22 ديسمبر أُصيب فلسطينيان في القدس الشرقية المحتلة بعد أن أطلقت قوات الاحتلال الإسرائيلية القنابل الصوتية والغاز المسيل للدموع. وفي التاسع والعشرين من الشهر ذاته، أطلقت القوات الإسرائيلية المياه الملوثة والغاز المسيل للدموع والرصاص المطاطي على المصلين في وادي الجوز. وفي اليوم نفسه، أُبلغ عن إصابة شخص واحد على إثر غارة إسرائيلية في قرية كفر عقب. كما تم الإبلاغ عن اقتحام سلوان، حيث أفادت عائلات بأن قوات الاحتلال نهبت منازلهم بعد اتهامهم بإطلاق ألعاب نارية باتجاه المستوطنين على بعد كيلومترين.
قُتلت فتاة تبلغ من العمر أربع سنوات على يد جنود إسرائيليين عند نقطة تفتيش في 7 يناير.  وبحسب ما ورد أُجبر رجل في  على هدم منزله بنفسه.  قُتل صبي يبلغ من العمر أربعة عشر عامًا بالرصاص في 5 فبراير.  قُتل صبي يبلغ من العمر 15 عامًا في 12 فبراير.  تم القبض على صبي يبلغ من العمر ثلاثة عشر عامًا في 14 فبراير.
في السابع من شهر يناير، قُتلت طفلة لم يتجاوز عمرها الرابعة على أيدي جنود من قوات الاحتلال الإسرائيلي عند إحدى نقاط التفتيش العسكرية. وحسبما وردت الأنباء، فقد أُجبر رجل من سكان بلدة الزعيم على هدم منزله بيديه. وفي الخامس من فبراير قُتل صبي في الرابعة عشرة من عمره رميًا بالرصاص. وفي الثاني عشر من الشهر ذاته، لقي صبي آخر يبلغ من العمر خمس عشرة سنة حتفه. كما تم اعتقال صبي في الثالثة عشرة من عمره في تاريخ 14 يناير.
قُتل مراهق أمريكي برصاصة في رأسه على يد الشرطة الإسرائيلية في بدو. وقالت وزارة الخارجية الأمريكية في بيان لها: "ندعو بشكل عاجل إلى إجراء تحقيق سريع وشامل وشفاف، بما في ذلك المساءلة الكاملة". وفي 21 فبراير ذكر الباحث فخري أبو دياب أن السياسة الإسرائيلية مارست "قبضة حديدية" على الفلسطينيين في القدس، مما أخضعهم للعقاب الجماعي.
في مايو 2024، تم إغلاق مكتب وكالة غوث وتشغيل اللاجئين الفلسطينيين (الأونروا) بعد أن أضرم المستوطنون الإسرائيليون النار في المبنى، مما تسبب في "أضرار جسيمة". وصرح فيليب لازاريني رئيس الأونروا بأن موظفي الأمم المتحدة تعرضوا في الأشهر السابقة للمضايقة والترهيب والتهديد بالسلاح من قبل المستوطنين الإسرائيليين. وفي الثالث عشر من مايو، ذكر مركز هموكيد أن المستوطنين الإسرائيليين هاجموا مرة أخرى مقر الأونروا، مما أدى إلى إشعال النار في محيطه.

#### مقتل رامي حمدان الحلحولي
أطلقت قوات الاحتلال الإسرائيلي النار على فتى في الثالثة عشرة من عمره في صدره، فأرداه قتيلًا في القدس الشرقية المحتلة في 12 مارس. وقالت القوات الإسرائيلية أن الصبي أطلق الألعاب النارية عليهم؛ لكن مقطع فيديو للحادث أظهر أنه أطلقها في الهواء فحسب.
وفي اليوم التالي اندلعت اشتباكات بين المتظاهرين وقوات الاحتلال. وعقب مقتل الطفل صرح "إيتامار بن جفير" بأنه يحيي القوات التي قتلت "الإرهابي". واحتفظت إسرائيل بجثة الطفل للضغط على الأسرة لتقليل العدد الكبير من الأشخاص الذين يشاركون في العزاء في منزلهم. وذكرت القوات الإسرائيلية أنها ستفرج عن الجثة، لكنها ذكرت أنه سيتعين دفن الطفل على الجانب الآخر من جدار الفصل العنصري الإسرائيلي في الضفة الغربية بعيدًا عن عائلته.
ووصفت عائلة الصبي الطفل قائلة: "لقد كان متفوقًا في دراسته، وذكيًا، وكان يساعد جيرانه". وأشار تحقيق أولي إلى أن الصبي قُتل بالرصاص قبل إطلاق الألعاب النارية. وأُقيمت جنازة الصبي في الثامن عشر من مارس.

### غور الأردن
في يوم 15 أكتوبر اقتحمت عصابات المستوطنين منطقة خربة الفارسية في غور الأردن،  وأقدمت على حرث أراض مملوكة لأهالي القرية، ولم تكتف بذلك، بل اعتدى بعض أفرادها على السكان المسالمين بإلقاء الحجارة. وفي نفس المنطقة، تعرض رعاة الماشية الفلسطينيين لهجمة شرسة استهدفتهم ومنازلهم ومركباتهم الشخصية.
وفي 1 فبراير 2024 اقتحمت القوات الإسرائيلية مخيم عين السلطان.

## الاستيلاء على الأرض وتوسيع المستوطنات
أشار تقرير صادر عن مركز "بتسيلم" إلى أنه ومنذ 19 أكتوبر حتى 17 يناير، تم تهجير ما يعادل 16 تجمعًا فلسطينيًا في الضفة الغربية، وصل عدد أفرادها إلى 1009 نسمة، بينها 371 طفلًا دون الـ18 عامًا. بالإضافة إلى 6 تجمعات تم إخلاؤها جزئيًا، وصل عدد أفرادها إلى 89 نسمة، بينهم 32 طفلًا. وأشارت مؤسسة "بتسيلم" إلى أنه تم تهجير 16 تجمعًا بدويًا فلسطينيًا من المنطقة ج بالقوة، منذ بداية العدوان على غزة وحتى الخامس والعشرين من فبراير.
قالت حركة "السلام الآن" المختصة برصد الاستعمار في الأرض الفلسطينية المحتلة عام 1967، "في أعقاب ثلاثة أشهر من الحرب في غزة، نشهد طفرة غير مسبوقة في الأنشطة الاستعمار، بما في ذلك بناء البؤر الاستعمارية والطرق والأسوار، وإغلاق الطرق ومنع مرور الفلسطينيين. تسمح البيئة العسكرية والسياسية المتساهلة بالبناء المتهور والاستيلاء على الأراضي دون رادع، مما يؤدي إلى إضرار جسدي بالفلسطينيين وأراضيهم وتحول سياسي كبير في الضفة الغربية.
تزايدت "المستوطنات الرعوية"، أو استيلاء المستوطنين الإسرائيليين على أراضي الرعي بعد 7 أكتوبر. فبين أكتوبر 2023 ويناير 2024، تم توثيق قيام مستوطنين في الضفة الغربية ببناء ما لا يقل عن 15 بؤرة استيطانية جديدة و18 طريقًا. وأدانت وزارة الخارجية الفلسطينية قيام المستوطنين الإسرائيليين "نهب وسرقة الأراضي الفلسطينية".
كشفت صحيفة "يديعوت أحرونوت" الإسرائيلية في الثاني من فبراير عن مخطط يقوده وزير المالية الإسرائيلي بتسلئيل سموتريتش يهدف إلى إقامة 7 آلاف وحدة سكنية جديدة في الضفة الغربية. وأفادت مؤسسة "سلام الآن" بأن لجنة الاستيطان الإسرائيلية قد صادقت على دفع بناء 7157 وحدة استيطانية جديدة في الضفة الغربية. وتتبع هذه اللجنة لسلطة التخطيط والبناء وتختص بالبناء في الضفة الغربية. وجاءت المصادقة عبر 43 خطة تتوزع على 37 مستوطنة وبؤرة استيطانية في جميع مناطق الضفة الغربية، من ضمنها 4 خطط لشرعنة بؤر قائمة كانت تُعد "غير قانونية".
وفي الثالث والعشرين من فبراير، صادق مجلس التخطيط الأعلى على بناء الوحدات الاستيطانية في جميع مناطق الضفة الغربية وغور الأردن.

### نوفمبر
في 14 نوفمبر جرفت الجرافات الإسرائيلية عشرات الدونمات في فروش بيت دجن شرقي محافظة نابلس، حيث صدر قرار إسرائيلي سابق بوضع اليد عليها. وفي 28 نوفمبر استولت على مساحة تبلغ 1500 دونم من أراضي قرى حوسان ووادي فوكين والجبعة في محافظة بيت لحم لأغراض استعمارية. وفي 30 نوفمبر استولت على مئات الدونمات من أراضي قريتي الرشايدة وعرب التعامرة شرقي بيت لحم، لتوسيع مستعمرة "معالية عاموس" الاستيطانية.

### ديسمبر
استولت قوات الاحتلال في شهر ديسمبر على 5 دونمات من أراضي قرية حوارة جنوبي نابلس،  وعلى 501 دونم من أراضي قرية جبع شمال شرقي القدس بهدف ربط مستوطنتي آدم وجيفع بنيامين. وأقامة بؤرة استيطانية جديدة غرب قرية بتير قضاء بيت لحم تبعد 500 متر فقط عن منازل القرية، وبحسب مؤسسة "سلام الآن"، فإن البؤرة تهدف إلى عزل المدينة عن قرى المحافظة المُحيطة بها.
وفي 6 ديسمبر شق المستوطنون طريقًا استيطانيًا بطول 3 كيلومترات في قرية بيرين جنوب الخليل، كما صادقت حكومة الاحتلال على بناء 1738 وحدة استيطانية جديدة جنوب شرقي القدس.
أخطرت سلطات الاحتلال المقدسيين بإخلاء عقارات وأراضٍ تُقدَّر مساحتها بـ9 دونمات في منطقة باب المغاربة جنوب غربي البلدة القديمة بالقدس. وأيضًا على منطقة "دير قلعة" الأثرية شرقي دير بلوط غربي سلفيت، وتبلغ مساحتها 18 دونمًا.
كُشف عن مخطط استيطاني جديد للاستيلاء على 104 دونمات من الأراضي جنوب قلقيلية في 20 ديسمبر،  وفي اليوم التالي وقّعت الإدارة المدنية قرار إقامة مستوطنة حومش في شمال الضفة الغربية، رغم تعهد رئيس الحكومة أمام الإدارة الأميركية بعدم بنائها.
وافقت الحكومة الإسرائيلية على توسعات جديدة في القدس الشرقية المحتلة خلال الحرب.

### يناير
في يناير استولت سلطات الاحتلال على 20 دونم في قرية بيت صفافا جنوب القدس،  وعلى 91 دونمًا في سهل البقيعة في الأغوار الشمالية،  وأيضًا 76 دونمًا من أراضي بلدتي الخضر وبتير وقرية حوسان غرب بيت لحم. و154 دونمًا من أراضي قريتي دير استيا وحارس في محافظة سلفيت.
في 7 يناير وافقت بلدية الاحتلال في القدس على المخطط الاستيطاني "وادي السيليكون" لتدمير المنطقة الصناعية في حي وادي الجوز، كما صادقت على إنشاء مكب نفايات شمال شرق القدس. ونشرت حركة "السلام الآن" تقريرًا يفيد بإقامة مستوطنين بؤرة استيطانية جديدة بجانب قرية بيت عوا غربي الخليل، على بعد 50 مترًا من البلدة، بمرافقة الجيش الذي جرف عشرات الدونمات.
وافقت إسرائيل على بناء 700 وحدة استيطانية جديدة في القدس الشرقية في 9 يناير.

### فبراير
نصب جيش الاحتلال أبرجًا عسكرية وكرفانات في "ظهر افطيمة" ببلدة بيت أمر شمال الخليل،  وكذلك في مسافر يطا جنوبي الخليل،  ونصب بوابة حديدية عند مدخل قرية بورين جنوبي نابلس. وفي 25 فبراير شق طريقًا استعماريًا واقتلع أكثر من 50 شجرة من أراضي قرية سرطة غربي سلفيت، ونصب كاميرات مراقبة على السور الغربي للمسجد الأقصى، ووضع 3 مكعبات أسمنتية فوق السور.
أفادت منظمة "إير عميم" في 11 فبراير أنه تمت الموافقة على إنشاء 17 مستوطنة تضم حوالي 8,400 وحدة سكنية في القدس الشرقية منذ بداية الصراع. وفي 22 فبراير وافق بتسلئيل سموتريش على بناء 3,344 منزلًا جديدًا للمستوطنين في الضفة الغربية. وانتقد جوزيب بوريل هذه الخطوة ووصفها بأنها "تحريضية وخطيرة". كما أدانت وزارة الخارجية الفرنسية هذا الإعلان قائلة: "إن الاستعمار لا يتوافق مع إنشاء دولة فلسطينية. ففضلًا عن كونه عقبة أمام السلام الدائم، فإن هذه السياسة تؤدي أيضًا إلى تأجيج العنف والتوترات على الأرض". وأدانت الإمارات العربية المتحدة وألمانيا وقطر والبحرين والدنمارك هذا التوسع.
في 15 فبراير صادر 18 دونم من أراضي قرية دير دبوان شرقي رام الله، وعلى 2,640 دونم من أراضي بلدتي أبو ديس والعيزرية وعرب السواحرة شرقي القدس في 29 فبراير.

### مارس
في مارس 2024، أُفيد بأن مبيعات العقارات في الضفة الغربية رُوجت دوليًا من خلال استضافة الأحداث في المعابد اليهودية في الولايات المتحدة وكندا. بعد إعلان الحكومة الإسرائيلية في مارس 2024 عن مصادرة 800 هكتار (8.0 كـم2) من الأراضي في الضفة الغربية، ذكرت منظمة المراقبة الإسرائيلية السلام الآن أن هذه أكبر عملية مصادرة للأراضي منذ إقرار اتفاقيات أوسلو عام 1993.
وأدانت وزارة الخارجية الفلسطينية هذه المصادرة، معتبرة إياها جزءًا من "سرقة" إسرائيل للوطن الفلسطيني. كما أدان البرلمان العربي هذا الاستيلاء على الأراضي. وأصدر الاتحاد الأوروبي بيانًا قال فيه: "تماشيًا مع موقفه المشترك طويل الأمد وقرارات مجلس الأمن التابع للأمم المتحدة، لن يعترف الاتحاد الأوروبي بالتغييرات في حدود عام 1967 ما لم يتفق الطرفان على ذلك".
في 10 مارس أفادت التقارير أن المستوطنين الإسرائيليين في وادي الأردن يقومون ببناء مستوطنات غير قانونية في قرية عين الساكوت.
في 31 مارس 2024 أعلن سموتريش عن توسيع مستوطنة إسرائيلية في وادي العوجا، واصفًا إياه بأنه "رد صهيوني مناسب" على هجوم ضد الإسرائيليين في وادي الأردن. وصرح يتسحاق فاسرلوف مسؤول في الحكومة الإسرائيلية بأن "النصر الكامل يعني العودة إلى الاستيطان" في قطاع غزة.

## عنف إضافي

### اعتقالات جماعية
أعربت "اللجنة الدولية للصليب الأحمر" عن "قلقها البالغ" إزاء "الزيادة الحادة في عدد الاعتقالات" في الضفة الغربية المحتلة منذ 7 أكتوبر  كما انتقدت منظمة العفو الدولية "تصاعد الاعتقالات التعسفية" للفلسطينيين منذ 7 أكتوبر وبالمثل، ذكرت صحيفة وول ستريت جورنال أن معدل الاعتقالات في الضفة الغربية المحتلة "تضاعف" منذ ذلك التاريخ.
في أكتوبر 2023 اعتقلت قوات الاحتلال نحو 4 ألف عامل من "عمال قطاع غزة" الذين يعملون في الضفة. وقالت منظمة هيومن رايتس ووتش في 3 يناير أن السلطات الإسرائيلية احتجزت آلاف العمال من غزة لعدة أسابيع بمعزل عن العالم الخارجي في ظروف غير إنسانية ومهينة، وأخضعت بعضهم لمعاملة غير إنسانية ومهينة. فيما لا يزال آلاف آخرون عالقين في الضفة الغربية المحتلة بدون تصاريح إقامة قانونية وعرضة للاعتقال. احتُجِز المعتقلون بعد 7 أكتوبر في إسرائيل وقواعد عسكرية في الضفة الغربية، وأفادت تقارير أنه تم استجواب بعضهم بشأن صلاتهم بالهجمات أو معرفتهم بها. أُطلق سراح أكثر من 3 ألف عامل منهم ونُقلوا إلى غزة في 3 نوفمبر.
شهدت عمليات الاعتقال ارتفاعًا ملحوظًا بعد السابع من شهر أكتوبر، إذ اعتقلت قوات الاحتلال خلال الفترة من 7 أكتوبر إلى نهاية الشهر أكثر من 1,952 فلسطينيًا، بمعدل 70 حالة اعتقال يوميًا، وذلك في إطار الحملات اليومية للاقتحامات والاعتقالات التي شهدتها المناطق الفلسطينية المختلفة، وكانت أعلى نسب الاعتقالات من نصيب محافظة الخليل، والتي شهدت قرابة 500 عملية اعتقال، تلتها مدينة القدس بـ 400 معتقل، ثم رام الله بـ 350 معتقلًا. علاوة على ذلك، بلغ عدد الأوامر القضائية الصادرة بالاعتقال الإداري أكثر من 650 أمرًا، مما يؤكد سعي سلطات الاحتلال لملاحقة الفلسطينيين والاستمرار في سياسة الاعتقال.
في شهر نوفمبر، استمرت حملات الاعتقال الإسرائيلية في الضفة الغربية والقدس،   وأفادت قناة الجزيرة في 6 نوفمبر أنه تم اعتقال 1740 شخصًا في مداهمات ليلية منذ اندلاع الحرب. وذكرت هيئة الإذاعة البريطانية (بي بي سي) أن العدد الإجمالي للمعتقلين بلغ 2150 بحسب جمعية الأسير الفلسطيني. وقدرت وكالة أسوشيتد برس الرقم بـ 2,280 يوم 8 نوفمبر، نقلًا عن جمعية الأسير الفلسطيني. في 10 نوفمبر ذكرت صحيفة ذا نيشن أن العدد كان "2200 على الأقل". وفي 26 نوفمبر أفادت هيئة شؤون الأسرى والمحررين بأن قوات الاحتلال اعتقلت منذ 7 أكتوبر نحو 3,200 فلسطيني من الضفة الغربية والقدس.
شهد شهر ديسمبر ارتفاعًا ملحوظًا في عدد الاعتقالات ليصل عددها خلال الشهر إلى 1,339 حالة اعتقال، وبمتوسط يبلغ 45 حالة اعتقال يوميًا. وفي تاريخ 12 ديسمبر وحده اعتقلت القوات الإسرائيلية أكثر من 100 فلسطيني من مدينة جنين ومخيمها.
أفاد الجهاز المركزي للإحصاء الفلسطيني في تقرير له بأن العدد الإجمالي للأسرى في السجون الإسرائيلية بلغ حوالي 7,800 أسير بحلول نهاية عام 2023، بينهم 76 إمرأة، و260 طفلًا. وبالإضافة إلى ذلك، ذكر التقرير أن هناك ما يقرب من 2,870 معتقلًا إداريًا، وهم عبارة عن معتقلين يُحبسون بدون أية تهم محددة.
أفادت الجزيرة أنه حتى 10 يناير 2024، تم اعتقال ما يقرب من 6000 فلسطيني في الضفة الغربية منذ 7 أكتوبر 2023. وكان هناك ما يقدر بنحو 3000 شخص محتجزين رهن الاعتقال الإداري.
وبحسب نادي الأسير الفلسطيني، فإن الاحتلال اعتقل 6170 فلسطينيًا منذ السابع من أكتوبر إلى 21 يناير 2024.
وصف المعتقلون في دير أبو مشعل تجربة اعتقالهم من قبل القوات الإسرائيلية، قائلين إن الجنود انتقلوا من بيت إلى بيت، واعتقلوا الأشخاص، وعصبوا أعينهم، وربطوا أيديهم، واقتادوهم إلى مبنى مفتوح للاستجواب. وذكر أفراد عائلات المعتقلين أن جيش الاحتلال الإسرائيلي يقوم باعتقال الأشخاص واستجوابهم ظلمًا.
اعتقل الجيش الإسرائيلي اثنين من المخرجين وموظفًا من مسرح الحرية، وقال أحدهم: "لقد عاملونا مثل الحيوانات. إنهم يحاولون إيذاءنا بأي طريقة ممكنة". بقي أحد المديرين، وهو مصطفى شتا، رهن الاحتجاز ويُعتقد أنه محتجز في سجن مجيدو في شمال إسرائيل. ورد مسرح الديوان الملكي على التقارير بالمطالبة بالإفراج عن الرجال.
في شهر فبراير اعتقلت قوات الاحتلال في محافظات الضفة الغربية 902 فلسطيني. وفي 22 فبراير 2024 صرح متحدث باسم جامعة بيرزيت أن القوات الإسرائيلية اعتقلت رئيس مجلس الطلاب الجامعي، بالإضافة إلى اعتقال أكثر من ستين طالبًا منذ 7 أكتوبر. وبلغ عدد المعتقلين في شهر مارس 691 مشعتقلًا في محافظات الضفة، وفي شهر أبريل بلغ عدد المعتقلين 725 معتقلًا في محافظات الضفة الغربية.
في مارس 2024، أظهرت لقطات تم التحقق منها جنودًا إسرائيليين وهم يعتقلون مجموعة من الفلسطينيين، ويقيدونهم بالحبل ويسحبونهم.

### عنف المستوطنين
ازدادت حالات عنف المستوطنين اليهود ضد الفلسطينيين عقب هجوم 7 أكتوبر. ففي 11 أكتوبر، قتل مستوطنون صبيًا مراهقًا في ظهره أثناء فراره من إطلاق النار عليه. وذكرت الأمم المتحدة في 13 ديسمبر أن ثمانية فلسطينيين قُتلوا على يد مستوطنين منذ 7 أكتوبر. وقد سُمح للمستوطنين الاستعماريين، حتى قبل الحرب، بالتصرف دون عقاب حيث تمرّ معظم الجرائم دون عقاب. وبحسب ما ورد، مكّنهم الجنود الإسرائيليون وحماهم خلال هجماتهم.
وصفت منظمة بتسيلم الإسرائيلية لحقوق الإنسان عنف المستوطنين بأنه "أداة غير رسمية" للجيش الإسرائيلي، حيث يقوم المستوطنون والجنود بعملياتٍ مشتركةٍ ضد الفلسطينيين. ووصف الصحفي الأمريكي ديفيد إغناتيوس الوضع في الضفة الغربية بأنه "نمطٌ من الهيمنة الإسرائيلية" وسوء المعاملة. وفي 25 ديسمبر أصيب ما لا يقل عن ثمانية فلسطينيين في هجماتٍ للمستوطنين. وفي 27 ديسمبر أفاد مكتب الأمم المتحدة لتنسيق الشؤون الإنسانية بوقوع 367 هجومًا إسرائيليًا على الفلسطينيين منذ 7 أكتوبر. وفي 27 ديسمبر أفاد جهاز الأمن العام الإسرائيلي (الشاباك) أن المستوطنين الإسرائيليين يفكرون في اللجوء إلى "دين رودر" (قانون ديني يهودي يسمح بتطبيق العقاب دون محاكمة) ضدّ اللواء يهودا فوكس لمصادرة أسلحةٍ غيرِ قانونيةٍ واعتقال مستوطنين عنيفين.
في كثيرٍ من الحالات، ينتحل المستوطنون الاستعماريون صفة جنود إسرائيليين يرتدون الزي العسكري، مما يزيد من إرباك الفلسطينيين وترويعهم. وقد شُرّد أكثر من 2000 فلسطينيّ نتيجةً للتهديدات والعنف. وفي 28 ديسمبر أفادت بطريركية الأرمن في القدس بأنّ 30 مستوطنًا إسرائيليًا مسلحًا اعتدوا على رجال دين في الحيّ الأرمنيّ بالقدس الشرقية. وفي 5 يناير أفادت منظمة السلام الآن، وهي منظمةٌ إسرائيليةٌ تتعقب أنشطة المستوطنين في الضفة الغربية، بحدوث طفرةٍ كبيرةٍ في قيام المستوطنين ببناء حواجز طرقٍ وأسوارٍ ونقاطٍ عسكرية.
في 15 يناير 2024 أضرم مستوطنون النار في ممتلكاتٍ وألقوا الحجارة وخرّبوا ممتلكاتٍ في دير شرف وقلقيلية وترمسعيا. وفي 16 يناير صرّح المحلل عارف دراغمة بأنّ المستوطنين يستخدمون العنف للسيطرة على غور الأردن. وبحسب ما ورد أضرم مستوطنون إسرائيليون النار في معرضٍ للسيارات في نابلس في 23 يناير. وتمّ الإبلاغ عن ما مجموعه 120 هجومًا للمستوطنين في يناير 2024. وفي 2 فبراير أفادت تقارير بأنّ مستوطنين كتبوا تهديداتٍ بالقتل وحاولوا إشعال النار في سيارة. وفي 12 فبراير أفادت منظمة ييش دين الإسرائيلية لحقوق الإنسان بوقوع هجومٍ للمستوطنين على عصيرة القبلية.
صرحت نيتا عمار شيف، محامية حقوق الإنسان اليهودية التي تمثل الفلسطينيين في الضفة الغربية، أن البنية التحتية القانونية في الأراضي المحتلة تسمح "للمستوطنين بفعل ما يريدون". ففي 13 فبراير أطلق مستوطنون من مستوطنة "يتسهار" النار على فلسطينيين اثنين وألقوا زجاجات حارقة في عصيرة القبلية. وفي 17 فبراير تعرّض طفلان للضرب في هجومٍ للمستوطنين في الخليل. وقالت منظمة "السلام الآن": "إن عنف المستوطنين ليس حادثًا معزولًا، بل هو جزءٌ من استراتيجيةٍ منظمةٍ لحرمان الفلسطينيين من أراضيهم". وقال المؤسس المشارك لمنظمة شباب ضد المستوطنات: "إنّ المشكلة الكبرى للخليل الآن هي أن المستوطنين المتطرفين قد تمّ تجنيدهم في وحدات الجيش الإسرائيلي العاملة في المدينة. إنهم يسيطرون الآن على حياة السكان الفلسطينيين". وأفاد محافظ نابلس بزيادةٍ بنسبة 200 في المائة في عنف المستوطنين.
في 21 فبراير أُفيد عن هجومٍ للمستوطنين في عصيرة القبلية، حيثُ صرّح مجلسُ البلدةِ بأنّ المستوطنين ألقوا الحجارة وكسروا زجاجَ سيارةٍ وحاولوا إشعالَ النارِ في سيارة. كما اعتدى مستوطنون على شابين وسرقوا سيارتهما. وفي 25 فبراير اقتحم مستوطنون في أريحا تجمعًا بدويًا وسرقوا أغنامهم. وفي 29 فبراير صرّح رئيسُ بلديةِ اللبن الشرقية قائلًا: "إنّ المستوطنينَ في الشوارعِ يحاولونَ مهاجمةَ منازلِ [الفلسطينيين]".
في 4 مارس صرّح مسؤولٌ في السلطة الوطنية الفلسطينية أنّ هجماتِ المستوطنينَ قد ازدادتْ عقبَ العقوباتِ الغربيةِ المفروضةِ على المستوطنينَ الإسرائيليينَ العنيفين. وصرح غسان دغلس محافظُ نابلس بأنّ هجماتِ المستوطنينَ الإسرائيليينَ تحدثُ "تحتَ مرأى ومسمعِ الجنودِ الإسرائيليين". وأفادتِ الأممُ المتحدةُ بأنّها سجّلتْ 603 هجماتٍ "صادمة" للمستوطنينَ الإسرائيليينَ ضدّ الفلسطينيينَ منذ 7 أكتوبر. وبحلولِ أبريل 2024 ارتفعَ عددُ هجماتِ المستوطنينَ التي سجّلتها الأممُ المتحدةُ إلى أكثرَ من 700 هجوم.
في أبريل 2024 شن المستوطنون الإسرائيليون هجمات على الفلسطينيين أسفرت عن سقوط العديد من الضحايا، على خلفية مقتل مراهق إسرائيلي في الضفة الغربية في هجومٍ وصفته إسرائيل بأنه هجومٌ مشتبهٌ به لمسلحين. وفي قرية المغير وُصِفَ العنف بأنه الأسوأ. وقالت منظمةُ هيومن رايتس ووتش: "لقد تسبّب المستوطنون والجنود في تشريدِ مجتمعاتٍ فلسطينيةٍ بأكملها، ودُمّروا جميعَ المنازل، بدعمٍ واضحٍ من السلطات الإسرائيلية العليا".

### التهجير
أفاد مكتب الأمم المتحدة للشؤون الإنسانية بأنّ القوات الإسرائيلية هدمت مبانٍ سكنيةً في فروش بيت دجن ودير بلوط في 25 ديسمبر. وأفادت الأمم المتحدة بتدمير 1094 مبنىً وتشريد 2127 فلسطينيًا في عام 2023. وفي 27 ديسمبر صرّح مكتب تنسيق الشؤون الإنسانية بأنه منذ 7 أكتوبر، شُرّد 1208 شخص بسبب عنف المستوطنين، و393 بسبب نقص تصاريح البناء الإسرائيلية، و95 لأسبابٍ عقابية، و483 بسبب عمليات الهدم التي قام بها الجيش. وفي 15 يناير 2024 هدمت القوات الإسرائيلية منزلين في قلقيلية مما أدى إلى تشريد 14 شخص. وبحلول 15 يناير ارتفع عدد المشردين بسبب عمليات الهدم التي قام بها الجيش إلى أكثر من 600 شخص.
في فبراير 2024، صرّح ناشطٌ فلسطينيٌّ هدمت إسرائيل منزل عائلته في القدس الشرقية قائلًا: "تريد السلطات الإسرائيلية تخليص [القدس] من الفلسطينيين وتغيير التركيبة السكانية". وقال متحدثٌ باسم وزارة الخارجية الأمريكية إن عمليات الهدم "تضرّ بمكانة إسرائيل في العالم". وقال رجلٌ هُدم منزله في القدس الشرقية إنه لم يتمكن حتى من حزم أمتعته.
في 29 فبراير أفادت منظمة السلام الآن بأنّ الحكومة الإسرائيلية استولت على مساحةٍ واسعةٍ من الأرض، مما هدّد ثلاثَ مجتمعاتٍ فلسطينية. وأفاد مكتب تنسيق الشؤون الإنسانية بأنّ إسرائيل هدمت منازل 155 فلسطينيًا في شهري يناير وفبراير من العام 2024 فقط. وفي أواخر مارس 2024 أفاد مكتب تنسيق الشؤون الإنسانية بأنّ 1640 شخصًا قد شُرّدوا في الضفة الغربية والقدس الشرقية منذ 7 أكتوبر. وصرحت هيئة مقاومة الجدار والاستيطان بأنّ 25 تجمعًا بدويًا قد شُرّدت على يد إسرائيل منذ 7 أكتوبر.
وفي مايو 2024 تمّ تدمير حوالي 50 منزلًا لعائلاتٍ بدويةٍ في صحراء النقب.

### حرية الحركة
وجد تقرير صادر عن منظمة بتسيلم الإسرائيلية لحقوق الإنسان أن الجيش الإسرائيلي قد قمع بشدّة حرية حركة الفلسطينيين، مشيرًا إلى أنه يستخدم "شبكة نقاط التفتيش التابعة له لتشديد الرقابة، وإنشاء العشرات من نقاط التفتيش الجديدة، ومنع الوصول من عشرات القرى إلى الطرق الرئيسية، وإلغاء جميع تصاريح دخول الفلسطينيين إلى إسرائيل للعمل أو لأسبابٍ أخرى".

## الآثار

### التعليم والاقتصاد
في 31 يناير 2024 صرّح متحدث باسم حركة فتح في قلقيلية بأن توغّلات إسرائيل لها آثار اقتصادية على الضفة الغربية، قائلًا: "إن السكان يُعانون اقتصاديًا من عمليات الإغلاق المستمرة، حيث تواصل قوات الاحتلال إغلاق المتاجر وفرض حصار على المدينة". وفي مايو 2024 نهبت القوات الإسرائيلية ما يُقدّر بمليون دولار أمريكي من شركة صرافة.
وأفادت وزارة التربية والتعليم الفلسطينية بأنّه بسبب تزايد المداهمات الإسرائيلية وهجمات المستوطنين، اضطرت العديد من المدارس في جميع أنحاء الضفة الغربية إلى وقف عملياتها.

### العقوبات
في 30 يناير، وقّع الرئيس الأمريكي جو بايدن أمرًا تنفيذيًا يسمح للولايات المتحدة بفرض عقوبات على المستوطنين الإسرائيليين، مع إمكانية إدراج سياسيين ومسؤولين حكوميين إسرائيليين وُجِد أنهم متورطون في هجمات عنيفة ضد الفلسطينيين. وكان بايدن قد أمر في وقت سابق وزيري الخارجية والخزانة بالاستعداد لفرض عقوبات محتملة على الأفراد أو الكيانات الإسرائيلية المتورطة في العنف ضد الفلسطينيين في الضفة الغربية. ورد وزير المالية الإسرائيلي بتسلئيل سموتريش على أمر بايدن قائلًا إنه يستند إلى "كذبة معادية للسامية". وصرح سموتريتش في وقت لاحقٍ: "لن نقف مكتوفي الأيدي في مواجهة هذا الظلم" ودعا إلى "ترسيخ" المستوطنات. وأشاد وزير الأمن القومي الإسرائيلي إيتمار بن غفير بالمستوطنين الذين فُرضت عليهم عقوبات، ووصفهم بأنهم "أبطال". وانتقد نتنياهو العقوبات ووصفها بأنها غير ضرورية. وعقب العقوبات الأمريكية، جمعت حملات لجمع التبرعات عبر الإنترنت مئات الآلاف من الدولارات للمستوطنين. وفي مارس 2024 فرضت الولايات المتحدة عقوبات على ثلاثة مستوطنين إضافيين وبؤرتين استيطانيتين.
في 4 فبراير 2024، صرّحت وزيرة الخارجية الكندية ميلاني جولي بأن حكومتها تُعِد لفرض عقوبات على المستوطنين المتطرفين. وفي 16 مايو فرضت كندا عقوبات على أربعة مستوطنين في الضفة الغربية. كما فرضت المملكة المتحدة عقوبات على المستوطنين الأربعة وجولة ثانية من العقوبات في مايو 2024. وفي 13 فبراير أعلنت فرنسا أنّها ستفرض عقوبات على 28 مستوطنًا استخدموا العنف ضد الفلسطينيين في الضفة الغربية. وقال وزير الخارجية الإسباني خوسيه مانويل ألباريس إن إسبانيا ستُطبّق عقوبات على المستوطنين إذا لم يتوصّل الاتحاد الأوروبي إلى اتفاق. وأعلنت إسبانيا في وقت لاحق عن فرض عقوبات على اثني عشر مستوطنًا إسرائيليًا عنيفًا. وفي 18 مارس وافق الاتحاد الأوروبي بالإجماع على فرض عقوبات على المستوطنين الإسرائيليين الذين يمارسون العنف.

### التحقيقات
عقب مقتل طفل فلسطيني في القدس الشرقية على يد شرطي إسرائيليّ، تم استجواب القاتل، مما دفع وزير الأمن القومي إيتمار بن غفير إلى وصف الاستجواب بأنه "شائن ومُخزٍ". وردًّا على ذلك قالت المدعية العامة الإسرائيلية غالي بهاراف ميارا: "إن التحقيقات الجنائية، بما في ذلك التحقيقات مع ضباط الشرطة، تُجرى باستقلالية تامة. وأي تدخّل من قبلكم، بشكل مباشر أو غير مباشر، يُعد انتهاكًا للقانون... ويجب إيقاف ذلك فورًا".

## جرائم حرب
خلال الحرب، زاد نشاط الجيش الإسرائيلي في الضفة الغربية. ووفقًا لمنظمة العفو الدولية، انتهكت إسرائيل القانون الإنساني الدولي باستخدامها القوة غير المتناسبة خلال مداهمات الاعتقال، ومنعها المساعدة الطبية عن الأشخاص الذين يعانون من إصاباتٍ تهدّد حياتهم، ومهاجمة المسعفين، وتنفيذ عمليات قتلٍ غيرِ قانونية. وقالت إريكا جيفارا روساس، مديرة البحوث العالمية في منظمة العفو الدولية: "إنّ عمليات القتل غير القانونية هذه تُعدّ انتهاكًا صارخًا للقانون الدولي لحقوق الإنسان ويتمّ ارتكابها دون عقاب". وقال بن شاول، المقرر الخاص للأمم المتحدة المعني بحقوق الإنسان، إنّ مقتل الجيش الإسرائيلي لصبيين في نوفمبر / تشرين الثاني 2023 بدا جريمة حرب. وفي 5 مارس 2024، صرّح الهلال الأحمر الفلسطيني بأنه سجّل 427 انتهاكًا إسرائيليًا ضدّ مهمته الطبية في الضفة الغربية، واصفًا هذه الانتهاكات بأنها انتهاكٌ للقانون الإنساني الدولي.
عقب هدم منزل عائلة ناشطٍ فلسطينيٍّ في القدس الشرقية - كجزءٍ من موجةٍ أوسعَ من التهجير القسريّ في الضفة الغربية - صرّحت خدمة العمل الخارجي التابعة للاتحاد الأوروبي بأنّ "مثل هذه الأعمال تُعدّ انتهاكًا للقانون الإنساني الدولي". وأدان جورج نول، رئيسُ مكتبِ الشؤونِ الفلسطينيةِ في الولاياتِ المتحدة، عمليةَ الهدم. وعقب موافقةِ إسرائيل على حوالي 3500 مستوطنةٍ جديدةٍ غيرِ قانونيةٍ في الضفة الغربية، صرّح فولكر تورك، مفوض الأمم المتحدة السامي لحقوق الإنسان، بأنّ نقلَ سكانِ إسرائيل إلى الأراضي المحتلّة يُعدّ "جريمةَ حربٍ بموجبِ القانونِ الدوليّ". وعقبَ الإعلانِ عن أنّ إسرائيلَ ستصادرُ 800 هكتارٍ من الأراضي الفلسطينيةِ في الضفةِ الغربية، صرّحت وزارة الخارجية الألمانية بأنّ "المستوطناتِ تنتهكُ القانونَ الدوليّ وتُؤجّجُ المزيدَ من التوتراتِ في هذا الوضعِ الهشّ للغاية". وأدان الرئيسُ الفرنسيّ إيمانويل ماكرون توسيعَ المستوطنات، مُشيرًا إلى أنّها "تُخالفُ القانونَ الدوليّ".
أفادت شبكة بي بي سي نيوز في مايو 2024 بأنّ 11 جنديًا من لواء كفير (الذي ينشط بشكلٍ أساسيٍّ في الضفة الغربية) نشروا على وسائل التواصل الاجتماعي 45 صورةً ومقطع فيديو تُظهر معتقلين فلسطينيين؛ ولم تردّ قواتُ الدفاعِ الإسرائيليةُ عند سؤالها عن الحوادث الفردية أو الجنود المتورطين الذين تمّ تحديد هويتهم، واكتفت بالقول بشكلٍ عامّ: "في حالة السلوك غير المقبول، تمّ تأديب الجنود وحتى إيقافهم عن الخدمة الاحتياطية". كما أفادت شبكة "بي بي سي نيوز" بأنّ الجنود لم يخفوا هوياتهم، حيثُ نشر بعضهم منشوراتٍ بأسماءِ يوحاي فازانا، وعوفير بوبوف، وسامي بن، وأوري دهباش. ووفقًا لشبكة "بي بي سي نيوز"، فإنّ "المعتقلين الفلسطينيين يُعرضون في كثيرٍ من الأحيان معصوبي الأعين ومقيّدي الأيدي، بعد إجبارهم على الاستلقاء على الأرض، أو القرفصاء، مع ربط أيديهم خلف ظهورهم"، مع تغطية بعض المعتقلين بالأعلام الإسرائيلية.
وفي 13 مارس أدانت وزارة الخارجية الفلسطينية مقتلَ ستّةِ مدنيين، بينهم أطفال، في يومٍ واحد، مُشيرةً إلى أنّ "هذه جرائمُ حربٍ وجرائمُ ضدّ الإنسانيةِ وفقًا للقانونِ الدوليّ". وقالت وزيرةُ الخارجيةِ البلجيكيةُ، حجة لحبيب: "إنّ الاستعمارَ وتزايدَ عنفِ المستوطنينَ في الضفةِ الغربيةِ أمرٌ غيرُ قانونيّ. يجبُ أنْ يتوقّفَ ذلك". وفي مايو 2024 ذكرتْ منظمةُ هيومن رايتس ووتش أنّ "قواتَ الأمنِ الإسرائيلية قتلتْ فلسطينيينَ دونَ أساسٍ قانونيٍّ في الضفةِ الغربية، بما في ذلك إعدامُ فلسطينيينَ لم يشكّلوا أيّ تهديدٍ واضحٍ بشكلٍ متعمّد".

## ردود الفعل

### فلسطينية
في 28 ديسمبر صرّح مصطفى البرغوثي الأمين العام للمبادرة الوطنية الفلسطينية، بأن مداهمات إسرائيل في جميع أنحاء الضفة الغربية هي جزء من خطة لإعادة احتلال المنطقة بالكامل. وأعرب سكان الضفة الغربية عن إحباطهم من عدم وجود تغطية دولية للتوغّلات في المنطقة، مُشيرين إلى أن ذلك سمح للجيش الإسرائيلي"بالعمل دون رادع تقريبًا". وقال رئيس الوزراء الفلسطينيّ محمد اشتية إن الضغط المالي الذي تُمارسه إسرائيل على الضفة الغربية هو محاولة لدفعِها بعيدًا عن غزة، وإن "الأمور قد تنفجر في الضفة الغربية" إذا لم تُعالَج الأوضاع المتدهورة. وفي 9 يناير حذّرت وزارة الخارجية الفلسطينية من أن الأعمال العسكرية الإسرائيلية وعنف المستوطنين يُهدّدان "بدفع الضفة الغربية إلى دورة لا تُمكن السيطرة عليها من العنف". وقال الصحفي مُحمّد جمجوم إن المداهمات العنيفة "جزء من نسيج الحياة اليومية"، بمُعدّل 40 غارة يوميًا.
وفي 16 يناير، أفرجت إسرائيل عن جثمان طفل رضيع قتله جنود إسرائيليون قبل تسعة أيام، مما دفع وزارة الخارجية الفلسطينية إلى القول: "ماذا فعلوا بالجثمان؟ لماذا احتفظوا به؟ هل يحق لهم فعل ذلك؟ وهل سيعتذرون لعائلة الطفل؟" وقال فلسطينيون في الضفة الغربية إن جيش الاحتلال الإسرائيلي استخدم الجرّافات بشكل مُنتظم لتدمير الطرق والبنية التحتية، واصفين العملية بأنّها شكل من أشكال العقاب الجماعي. وقال سكّان إنّهم يعتقدون أن إسرائيل تُحاول إشعال العداء بينهم وبين مُقاتلي المقاومة المحليين.
وعقب إصدار محكمة العدل الدولية تدابير مؤقّتة في قضية جنوب أفريقيا ضد إسرائيل، أعرب سكّان الضفة الغربية عن خيبة أملهم لأنّها لم تدع إلى وقف فوري لإطلاق النار، وأعربوا عن خشيتهم من أن "الحُكم في لاهاي يعني أن عنف الجيش والمستوطنين الإسرائيليين في الضفة الغربية المحتلّة قد يزداد سوءًا". وفي 4 فبراير قال مُحام في مؤسسة الحق: "لقد أعطى المجتمع الدولي إسرائيل [الضوء الأخضرَ] لفعل ما تُريد دون أي شكل من أشكال المُساءلة". وقال رئيس الوزراء الفلسطيني محمد اشتية: "لسنا بعيدين عن انفجار".
وأفاد سكّان الضفة الغربية بأنّهم يشعرون بأنّهم يُجبرون على العيش في "جُزر مُنعزلة". وقال نضال نغنغية، مسؤول محلي في مُخيّم جنين، إن القوات الإسرائيلية تنتهج "سياسة مُمنهجة لقتل الشّباب" في جنين. وقالت وزارة الخارجية الفلسطينية إن حواجز التفتيش الإسرائيلية حوّلت الضفة الغربية إلى سجن يُمكن لقوات ومستوطني إسرائيل فعل ما يشاؤون فيه. وفي بيان مُشترك في أبريل 2024، قالت مؤسسة الحق ومركز الميزان لحقوق الإنسان والمركز الفلسطيني لحقوق الإنسانِ: "إن هجمات الجيش والمستوطنين الإسرائيليين العنيفة تتصاعد في حدّتها ونطاقها".

### إسرائيلية
أشار تقرير صادر عن منظمة ييش دين الإسرائيلية لحقوق الإنسان إلى حدوث زيادة في عنف المستوطنين في الضفة الغربية منذ 7 أكتوبر، لكنّه أشار إلى أن سلطات إنفاذ القانون الإسرائيلية لم تُصدِر لائحة اتّهام واحدة. ووصف جيش الاحتلال الإسرائيلي الوضع في الضفة الغربية بأنّه "يَخرُج عن السيطرة". وقالت منظمة بتسيلم الإسرائيلية لحقوق الإنسان إن إسرائيل تعمل في الضفة الغربية بسياسة "إطلاق النار". وسعى ناشطون إسرائيليون إلى منع ما أطلقوا عليه اسم التطهير العرقي الجاري في الضفة الغربية. ووصفت منظمة ميستاكليم، وهي مجموعة من الناشطين الإسرائيليين، عنف المستوطنين بأنّه "إرهاب يهوديّ". وفي مايو 2024 خاطب وزير المالية الإسرائيلي بتسلئيل سموتريتش سكان الضفة الغربية قائلًا: "سنُحوّلكم إلى أنقاض كما فعلنا في قطاع غزة".

### منظمات دولية
أعرب فولكر تورك، مفوض الأمم المتحدة السامي لحقوق الإنسان، عن قلقه إزاء استخدام التكتيكات العسكرية، والقوة غير المتناسبة، وفرض القيود على الحركة في الضفة الغربية والقدس الشرقية. وقال مسؤول في الأمم المتحدة إن انعدام المساءلة و"التحريض من جانب المسؤولين الإسرائيليين" يؤدي إلى تصاعد عنف المستوطنين. وقال ميشيل مارتن، نائب رئيس الوزراء الأيرلندي، إن ما يحدث في الضفة الغربية "صادم" وينتهك القانون الإنساني الدولي. وفي 18 يناير دعت المفوضية السامية لحقوق الإنسان إلى إجراء تحقيق مستقل في تزايد عمليات القتل "غير القانونيةِ" في الضفة الغربية.
وفي 19 يناير، حذّر فيليب لازاريني، المفوض العام لوكالة الأمم المتحدة لإغاثة وتشغيل اللاجئين الفلسطينيين (الأونروا)، من أن الضفة الغربية تشهد أعلى مستويات العنف في "حلقة مأساوية من الألم والمعاناة". وقال مُصطفى البرغوثي في 20 يناير إن هدف المستوطنين الإسرائيليين هو التطهير العرقيّ. وقالت منظمة البيدار للدفاع عن حقوق البدو، وهي منظمة حقوقية بدوية، إن مجتمعاتِها تَتعرّض للتطهير العرقي والتهجير القسري على يد الجنود والمستوطنين الإسرائيليين. وأفادت منظمة الأمم المتحدة للطفولة (اليونيسيف) في 28 يناير بأن الأطفال يعيشون في "خوف وحزن دائمين".

### دولية
صرحت وزيرة الخارجية الألمانيةُ أنالينا بيربوك، بأن إسرائيل تتحمّل مسؤولية حماية الفلسطينيين في الضفة الغربية. وقالت ميلاني كاميت، أستاذة العلوم السياسية الأمريكية، في 18 يناير، إن تصعيد القتال في الضفة الغربية يُشير إلى أن الحرب "لم تنته بعد بأي حال من الأحوال". وفي 18 يناير زارت وزيرة الخارجية الأستراليةُ، بيني وونغ، الضفة الغربية المحتلّة، مُشيرة إلى أن "أستراليا تشعر بقلق بالغ إزاء استمرار عنف المستوطنين ضد الفلسطينيين في الضفة الغربية".
وفي الأول من مارس صرّحت مديرة الوكالة الأمريكية للتنمية الدولية، سامانثا باور، قائلًة: "إن الهجمات المُتكرّرة التي يشنّها المستوطنون الإسرائيليون المتطرّفون... تُثير موجات من الخوف. هذا العنف غير مقبول ويجب أن يتوقّف". وفي 12 مارس، أدانت الحكومة الأردنية مقتل اثنين من مواطنيها في الضفة الغربية، مُشيرة إلى أن شابًا قد "أُصيب في ساقه وتركته قوات الاحتلال ينزف داخل سيارة الإسعاف لأكثر من ساعة ونصف قبل أن يفارق الحياة".

## أنظر أيضًا
- قائمة الاشتباكات العسكرية خلال الحرب الفلسطينية الإسرائيلية 2023
- الخط الزمني للصراع الفلسطيني الإسرائيلي (2023)
- الخط الزمني للصراع الفلسطيني الإسرائيلي (2024)
- اجتياح طولكرم (2023–2024)